# Liste des héritiers du trône de Navarre
Cet article donne la liste des héritiers du trône de Navarre depuis l'avènement de García V en 1134 jusqu'à l'abdication de Charles IV en 1830 pour la Basse-Navarre et la dissolution du titre d'Isabelle Ire en 1833 pour la Haute-Navarre. Contrairement à d'autres monarchies, les règles de succession n'ont pas inclus la loi salique (sauf pour la Haute-Navarre de manière anecdotique entre 1713 et 1830), mais la primogéniture cognatique avec préférence masculine. Les héritiers mâles ont porté le titre de prince de Viane, créé en 1423 sur décision du roi Charles III en faveur du premier descendant mâle du monarque.

## Liste des héritiers par dynastie
Le nom de la dynastie indiqué se réfère au souverain alors en place. Les héritiers peuvent appartenir à d'autres dynasties.
Les héritiers qui sont montés par la suite sur le trône sont indiqués en gras. 

### Royaume unifié de Navarre (1134-1513)

#### Maison Jiménez (1134-1234)
| Héritier                                                                | Héritier                                      | Parenté avec le monarque | Devient héritier                        | Cesse d'être héritier                | Durée                      | 2e dans l'ordre de succession parenté avec l'héritier, dates | Nom du monarque dates de règne                 |
| Portrait                                                                | Nom                                           | Parenté avec le monarque | Devient héritier                        | Cesse d'être héritier                | Durée                      | 2e dans l'ordre de succession parenté avec l'héritier, dates | Nom du monarque dates de règne                 |
| ----------------------------------------------------------------------- | --------------------------------------------- | ------------------------ | --------------------------------------- | ------------------------------------ | -------------------------- | ------------------------------------------------------------ | ---------------------------------------------- |
|                                                                         | Sanche futur Sanche VI                        | fils                     | 7 septembre 1134 avènement de son père  | 21 novembre 1150 son avènement       | 16 ans, 2 mois et 14 jours | Blanche sa sœur                                              | García V (7 septembre 1134 - 21 novembre 1150) |
|                                                                         | Blanche                                       | sœur                     | 21 novembre 1150 avènement de son frère | 17 avril 1154 naissance de son neveu | 3 ans, 4 mois et 27 jours  | Marguerite, reine de Sicile sa sœur                          | Sanche VI (21 novembre 1150 - 27 juin 1194)    |
|                                                                         | Sanche futur Sanche VII                       | fils                     | 17 avril 1154 sa naissance              | 27 juin 1194 son avènement           | 40 ans, 2 mois et 10 jours | Blanche sa tante (17 avril 1154 - 12 août 1156)              | Sanche VI (21 novembre 1150 - 27 juin 1194)    |
| Alphonse, roi de Castille son cousin (12 août 1156 - vers 1163)         | Sanche futur Sanche VII                       | fils                     | 17 avril 1154 sa naissance              | 27 juin 1194 son avènement           | 40 ans, 2 mois et 10 jours |                                                              | Sanche VI (21 novembre 1150 - 27 juin 1194)    |
| Bérengère sa sœur (vers 1163 - vers 1175)                               | Sanche futur Sanche VII                       | fils                     | 17 avril 1154 sa naissance              | 27 juin 1194 son avènement           | 40 ans, 2 mois et 10 jours |                                                              | Sanche VI (21 novembre 1150 - 27 juin 1194)    |
| Ferdinand son frère (vers 1175 - 27 juin 1194)                          | Sanche futur Sanche VII                       | fils                     | 17 avril 1154 sa naissance              | 27 juin 1194 son avènement           | 40 ans, 2 mois et 10 jours |                                                              | Sanche VI (21 novembre 1150 - 27 juin 1194)    |
|                                                                         | Ferdinand                                     | frère                    | 27 juin 1194 avènement de son frère     | 16 décembre 1207 son décès           | 13 ans, 5 mois et 19 jours | Bérengère, reine d'Angleterre sa sœur                        | Sanche VII (27 juin 1194 - 7 avril 1234)       |
|                                                                         | Bérengère                                     | sœur                     | 16 décembre 1207 décès de son frère     | 23 décembre 1230 son décès           | 23 ans et 7 jours          | Blanche sa sœur (16 décembre 1207 - 13 mars 1229)            | Sanche VII (27 juin 1194 - 7 avril 1234)       |
| Thibaut, comte de Champagne son neveu (13 mars 1229 - 23 décembre 1230) | Bérengère                                     | sœur                     | 16 décembre 1207 décès de son frère     | 23 décembre 1230 son décès           | 23 ans et 7 jours          |                                                              | Sanche VII (27 juin 1194 - 7 avril 1234)       |
|                                                                         | Thibaut, comte de Champagne futur Thibaut Ier | neveu                    | 23 décembre 1230 décès de sa tante      | 7 avril 1234 son avènement           | 3 ans, 3 mois et 15 jours  | Blanche sa fille                                             | Sanche VII (27 juin 1194 - 7 avril 1234)       |

#### Maison de Blois-Champagne (1234-1305)
| Héritier                                                             | Héritier                               | Parenté avec le monarque | Devient héritier                       | Cesse d'être héritier                  | Durée                      | 2e dans l'ordre de succession parenté avec l'héritier, dates               | Nom du ou des monarques dates de règne                                                                            |
| Portrait                                                             | Nom                                    | Parenté avec le monarque | Devient héritier                       | Cesse d'être héritier                  | Durée                      | 2e dans l'ordre de succession parenté avec l'héritier, dates               | Nom du ou des monarques dates de règne                                                                            |
| -------------------------------------------------------------------- | -------------------------------------- | ------------------------ | -------------------------------------- | -------------------------------------- | -------------------------- | -------------------------------------------------------------------------- | --- |
|                                                                      | Blanche, duchesse de Bretagne          | fille                    | 7 avril 1234 avènement de son père     | vers 1238 naissance de son demi-frère  | environ 4 ans              | Éléonore sa demi-sœur (7 avril 1234 - vers 1235)                           | Thibaut Ier (7 avril 1234 - 14 juillet 1253)                                                                      |
| Bérengère de Castille sa cousine (vers 1235 - vers 1238)             | Blanche, duchesse de Bretagne          | fille                    | 7 avril 1234 avènement de son père     | vers 1238 naissance de son demi-frère  | environ 4 ans              |                                                                            | Thibaut Ier (7 avril 1234 - 14 juillet 1253)                                                                      |
|                                                                      | Thibaut futur Thibaut II               | fils                     | vers 1238 sa naissance                 | 14 juillet 1253 son avènement          | environ 15 ans             | Blanche, duchesse de Bretagne sa demi-sœur (vers 1238 - vers 1241)         | Thibaut Ier (7 avril 1234 - 14 juillet 1253)                                                                      |
| Pierre, vicomte de Muruzabal son frère (vers 1241 - 14 juillet 1253) | Thibaut futur Thibaut II               | fils                     | vers 1238 sa naissance                 | 14 juillet 1253 son avènement          | environ 15 ans             |                                                                            | Thibaut Ier (7 avril 1234 - 14 juillet 1253)                                                                      |
|                                                                      | Pierre, vicomte de Muruzabal           | frère                    | 14 juillet 1253 avènement de son frère | 22 mai 1265 son décès                  | 11 ans, 10 mois et 8 jours | Henri, comte de Rosnay son frère                                           | Thibaut II (14 juillet 1253 - 4 décembre 1270)                                                                    |
|                                                                      | Henri, comte de Rosnay futur Henri Ier | frère                    | 22 mai 1265 décès de son frère         | 4 décembre 1270 son avènement          | 5 ans, 6 mois et 12 jours  | Blanche, duchesse de Bretagne sa demi-sœur (22 mai 1265 - 1270)            | Thibaut II (14 juillet 1253 - 4 décembre 1270)                                                                    |
| Thibaut son fils (1270 - 4 décembre 1270)                            | Henri, comte de Rosnay futur Henri Ier | frère                    | 22 mai 1265 décès de son frère         | 4 décembre 1270 son avènement          | 5 ans, 6 mois et 12 jours  |                                                                            | Thibaut II (14 juillet 1253 - 4 décembre 1270)                                                                    |
|                                                                      | Thibaut                                | fils                     | 4 décembre 1270 avènement de son père  | juin 1273 son décès                    | environ 2 ans et demi      | Blanche, duchesse de Bretagne sa tante (4 décembre 1270 - 14 janvier 1273) | Henri Ier (4 décembre 1270 - 22 juillet 1274)                                                                     |
| Jeanne sa sœur (14 janvier - juin 1273)                              | Thibaut                                | fils                     | 4 décembre 1270 avènement de son père  | juin 1273 son décès                    | environ 2 ans et demi      |                                                                            | Henri Ier (4 décembre 1270 - 22 juillet 1274)                                                                     |
|                                                                      | Jeanne future Jeanne Ire               | fille                    | juin 1273 décès de son frère           | 22 juillet 1274 son avènement          | environ 1 an               | Blanche, duchesse de Bretagne sa tante                                     | Henri Ier (4 décembre 1270 - 22 juillet 1274)                                                                     |
|                                                                      | Blanche, duchesse de Bretagne          | tante                    | 22 juillet 1274 avènement de sa nièce  | 12 août 1283 son décès                 | 9 ans et 21 jours          | Jean, comte de Richmond son fils                                           | Jeanne Ire (22 juillet 1274 - 2 avril 1305) et Philippe Ier (Philippe IV de France) (16 août 1284 - 2 avril 1305) |
|                                                                      | Jean, duc de Bretagne                  | cousin                   | 12 août 1283 décès de sa mère          | 4 octobre 1289 naissance de sa cousine | 6 ans, 1 mois et 22 jours  | Arthur, vicomte de Limoges son fils                                        | Jeanne Ire (22 juillet 1274 - 2 avril 1305) et Philippe Ier (Philippe IV de France) (16 août 1284 - 2 avril 1305) |
|                                                                      | Louis futur Louis Ier                  | fils                     | 4 octobre 1289 sa naissance            | 2 avril 1305 son avènement             | 15 ans, 5 mois et 29 jours | Jean, duc de Bretagne son cousin (4 octobre 1289 - 1290)                   | Jeanne Ire (22 juillet 1274 - 2 avril 1305) et Philippe Ier (Philippe IV de France) (16 août 1284 - 2 avril 1305) |
| Marguerite sa sœur (1290 - 1293)                                     | Louis futur Louis Ier                  | fils                     | 4 octobre 1289 sa naissance            | 2 avril 1305 son avènement             | 15 ans, 5 mois et 29 jours |                                                                            | Jeanne Ire (22 juillet 1274 - 2 avril 1305) et Philippe Ier (Philippe IV de France) (16 août 1284 - 2 avril 1305) |
| Philippe son frère (1293 - 2 avril 1305)                             | Louis futur Louis Ier                  | fils                     | 4 octobre 1289 sa naissance            | 2 avril 1305 son avènement             | 15 ans, 5 mois et 29 jours |                                                                            | Jeanne Ire (22 juillet 1274 - 2 avril 1305) et Philippe Ier (Philippe IV de France) (16 août 1284 - 2 avril 1305) |

#### Capétiens directs (1305-1349)
| Héritier                                       | Héritier                                   | Parenté avec le monarque                     | Devient héritier                          | Cesse d'être héritier                        | Durée                                                 | 2e dans l'ordre de succession parenté avec l'héritier, dates     | Nom du ou des monarques dates de règne                                                           |
| Portrait                                       | Nom                                        | Parenté avec le monarque                     | Devient héritier                          | Cesse d'être héritier                        | Durée                                                 | 2e dans l'ordre de succession parenté avec l'héritier, dates     | Nom du ou des monarques dates de règne                                                           |
| ---------------------------------------------- | ------------------------------------------ | -------------------------------------------- | ----------------------------------------- | -------------------------------------------- | ----------------------------------------------------- | ---------------------------------------------------------------- | ------------------------------------------------------------------------------------------------ |
|                                                | Philippe futur Philippe II                 | frère                                        | 2 avril 1305 avènement de son frère       | 28 janvier 1312 naissance de sa nièce        | 6 ans, 9 mois et 26 jours                             | Charles son frère (2 avril 1305 - 2 mai 1308)                    | Louis Ier (Louis X de France) (2 avril 1305 - 5 juin 1316)                                       |
| Jeanne sa fille (2 mai 1308 - 28 janvier 1312) | Philippe futur Philippe II                 | frère                                        | 2 avril 1305 avènement de son frère       | 28 janvier 1312 naissance de sa nièce        | 6 ans, 9 mois et 26 jours                             |                                                                  | Louis Ier (Louis X de France) (2 avril 1305 - 5 juin 1316)                                       |
|                                                | Jeanne future Jeanne II                    | fille                                        | 28 janvier 1312 sa naissance              | 15 novembre 1316 naissance de son demi-frère | 4 ans, 9 mois et 18 jours                             | Philippe, comte de Poitiers son oncle                            | Louis Ier (Louis X de France) (2 avril 1305 - 5 juin 1316)                                       |
| demi-sœur                                      | Jeanne future Jeanne II                    | 15 novembre 1316 avènement de son demi-frère | 19 novembre 1316 avènement de Philippe II | 4 jours                                      | Jean Ier (Jean Ier de France) (15 - 19 novembre 1316) | Philippe, comte de Poitiers son oncle                            |                                                                                                  |
|                                                | Philippe                                   | fils                                         | 19 novembre 1316 avènement de son père    | 24 février 1317 son décès                    | 3 mois et 5 jours                                     | Jeanne sa cousine                                                | Philippe II (Philippe V de France) (19 novembre 1316 - 3 janvier 1322)                           |
|                                                | Jeanne, comtesse d'Évreux future Jeanne II | nièce                                        | 24 février 1317 décès de son cousin       | 3 janvier 1322 avènement de Charles Ier      | 4 ans, 10 mois et 10 jours                            | Jeanne, duchesse de Bourgogne sa cousine                         | Philippe II (Philippe V de France) (19 novembre 1316 - 3 janvier 1322)                           |
|                                                | Philippe                                   | fils                                         | 3 janvier 1322 avènement de son père      | avant le 24 mars 1322 son décès              | environ 2 mois                                        | Jeanne, comtesse d'Évreux sa cousine                             | Charles Ier (Charles IV de France) (3 janvier 1322 - 1er février 1328)                           |
|                                                | Jeanne, comtesse d'Évreux future Jeanne II | nièce                                        | avant le 24 mars 1322 décès de son cousin | 20 mars 1324 naissance de son cousin         | environ 2 ans                                         | Jeanne, duchesse de Bourgogne sa cousine                         | Charles Ier (Charles IV de France) (3 janvier 1322 - 1er février 1328)                           |
|                                                | Louis                                      | fils                                         | 20 mars 1324 sa naissance                 | 21 mars 1324 son décès                       | 1 jour                                                | Jeanne, comtesse d'Évreux sa cousine                             | Charles Ier (Charles IV de France) (3 janvier 1322 - 1er février 1328)                           |
|                                                | Jeanne, comtesse d'Évreux future Jeanne II | nièce                                        | 21 mars 1324 décès de son cousin          | 1er avril 1328 son avènement                 | 4 ans et 11 jours                                     | Jeanne, duchesse de Bourgogne sa cousine (21 mars 1324 - 1326)   | Charles Ier (Charles IV de France) (3 janvier 1322 - 1er février 1328)                           |
| Jeanne sa fille (1326 - 1er avril 1328)        | Jeanne, comtesse d'Évreux future Jeanne II | nièce                                        | 21 mars 1324 décès de son cousin          | 1er avril 1328 son avènement                 | 4 ans et 11 jours                                     |                                                                  | Charles Ier (Charles IV de France) (3 janvier 1322 - 1er février 1328)                           |
|                                                | Jeanne                                     | fille                                        | 1er avril 1328 avènement de sa mère       | 10 octobre 1332 naissance de son frère       | 4 ans, 6 mois et 9 jours                              | Jeanne, duchesse de Bourgogne sa cousine (1er avril 1328 - 1329) | Jeanne II (1er avril 1328 - 6 octobre 1349) et Philippe III (1er avril 1328 - 16 septembre 1343) |
| Marie sa sœur (1329 - 10 octobre 1332)         | Jeanne                                     | fille                                        | 1er avril 1328 avènement de sa mère       | 10 octobre 1332 naissance de son frère       | 4 ans, 6 mois et 9 jours                              |                                                                  | Jeanne II (1er avril 1328 - 6 octobre 1349) et Philippe III (1er avril 1328 - 16 septembre 1343) |
|                                                | Charles, comte d'Évreux futur Charles II   | fils                                         | 10 octobre 1332 sa naissance              | 6 octobre 1349 son avènement                 | 16 ans, 11 mois et 26 jours                           | Jeanne sa sœur (10 octobre 1332 - 1336)                          | Jeanne II (1er avril 1328 - 6 octobre 1349) et Philippe III (1er avril 1328 - 16 septembre 1343) |
| Philippe son frère (1336 - 6 octobre 1349)     | Charles, comte d'Évreux futur Charles II   | fils                                         | 10 octobre 1332 sa naissance              | 6 octobre 1349 son avènement                 | 16 ans, 11 mois et 26 jours                           |                                                                  | Jeanne II (1er avril 1328 - 6 octobre 1349) et Philippe III (1er avril 1328 - 16 septembre 1343) |

#### Maison capétienne d'Évreux-Navarre (1349-1441)
| Héritier                                                           | Héritier                                          | Parenté avec le monarque | Devient héritier                       | Cesse d'être héritier                  | Durée                      | 2e dans l'ordre de succession parenté avec l'héritier, dates              | Nom du ou des monarques dates de règne                                                         |
| Portrait                                                           | Nom                                               | Parenté avec le monarque | Devient héritier                       | Cesse d'être héritier                  | Durée                      | 2e dans l'ordre de succession parenté avec l'héritier, dates              | Nom du ou des monarques dates de règne                                                         |
| ------------------------------------------------------------------ | ------------------------------------------------- | ------------------------ | -------------------------------------- | -------------------------------------- | -------------------------- | ------------------------------------------------------------------------- | ---------------------------------------------------------------------------------------------- |
|                                                                    | Philippe, comte de Longueville                    | frère                    | 6 octobre 1349 avènement de son frère  | 22 juillet 1361 naissance de son neveu | 11 ans, 9 mois et 16 jours | Louis son frère                                                           | Charles II (6 octobre 1349 - 1er janvier 1387)                                                 |
|                                                                    | Charles futur Charles III                         | fils                     | 22 juillet 1361 sa naissance           | 1er janvier 1387 son avènement         | 25 ans, 5 mois et 10 jours | Philippe, comte de Longueville son oncle (22 juillet 1361 - 29 août 1363) | Charles II (6 octobre 1349 - 1er janvier 1387)                                                 |
| Louis son oncle (29 août - fin 1363)                               | Charles futur Charles III                         | fils                     | 22 juillet 1361 sa naissance           | 1er janvier 1387 son avènement         | 25 ans, 5 mois et 10 jours |                                                                           | Charles II (6 octobre 1349 - 1er janvier 1387)                                                 |
| Philippe son frère (fin 1363 - avant 1368)                         | Charles futur Charles III                         | fils                     | 22 juillet 1361 sa naissance           | 1er janvier 1387 son avènement         | 25 ans, 5 mois et 10 jours |                                                                           | Charles II (6 octobre 1349 - 1er janvier 1387)                                                 |
| Pierre, comte de Mortain son frère (avant 1368 - 9 novembre 1382)  | Charles futur Charles III                         | fils                     | 22 juillet 1361 sa naissance           | 1er janvier 1387 son avènement         | 25 ans, 5 mois et 10 jours |                                                                           | Charles II (6 octobre 1349 - 1er janvier 1387)                                                 |
| Jeanne sa fille (9 novembre 1382 - 1er janvier 1387)               | Charles futur Charles III                         | fils                     | 22 juillet 1361 sa naissance           | 1er janvier 1387 son avènement         | 25 ans, 5 mois et 10 jours |                                                                           | Charles II (6 octobre 1349 - 1er janvier 1387)                                                 |
|                                                                    | Jeanne                                            | fille                    | 1er janvier 1387 avènement de son père | 30 juin 1397 naissance de son frère    | 10 ans, 5 mois et 29 jours | Pierre, comte de Mortain son oncle (1er janvier - 6 juillet 1387)         | Charles III (1er janvier 1387 - 8 septembre 1425)                                              |
| Blanche sa sœur (6 juillet 1387 - 30 juin 1397)                    | Jeanne                                            | fille                    | 1er janvier 1387 avènement de son père | 30 juin 1397 naissance de son frère    | 10 ans, 5 mois et 29 jours |                                                                           | Charles III (1er janvier 1387 - 8 septembre 1425)                                              |
|                                                                    | Charles                                           | fils                     | 30 juin 1397 sa naissance              | 12 août 1402 son décès                 | 5 ans, 1 mois et 13 jours  | Jeanne sa sœur (30 juin 1397 - 28 décembre 1399)                          | Charles III (1er janvier 1387 - 8 septembre 1425)                                              |
| Louis son frère (28 décembre 1399 - 28 juillet 1400)               | Charles                                           | fils                     | 30 juin 1397 sa naissance              | 12 août 1402 son décès                 | 5 ans, 1 mois et 13 jours  |                                                                           | Charles III (1er janvier 1387 - 8 septembre 1425)                                              |
| Jeanne sa sœur (28 juillet 1400 - 12 août 1402)                    | Charles                                           | fils                     | 30 juin 1397 sa naissance              | 12 août 1402 son décès                 | 5 ans, 1 mois et 13 jours  |                                                                           | Charles III (1er janvier 1387 - 8 septembre 1425)                                              |
|                                                                    | Jeanne, comtesse de Foix                          | fille                    | 12 août 1402 décès de son frère        | juillet 1413 son décès                 | environ 11 ans             | Blanche, reine de Sicile sa sœur                                          | Charles III (1er janvier 1387 - 8 septembre 1425)                                              |
|                                                                    | Blanche, duchesse de Montblanc future Blanche Ire | fille                    | juillet 1413 décès de sa sœur          | 8 septembre 1425 son avènement         | environ 12 ans             | Éléonore sa nièce (juillet 1413 - 29 mai 1421)                            | Charles III (1er janvier 1387 - 8 septembre 1425)                                              |
| Charles, prince de Viane son fils (29 mai 1421 - 8 septembre 1425) | Blanche, duchesse de Montblanc future Blanche Ire | fille                    | juillet 1413 décès de sa sœur          | 8 septembre 1425 son avènement         | environ 12 ans             |                                                                           | Charles III (1er janvier 1387 - 8 septembre 1425)                                              |
|                                                                    | Charles, prince de Viane                          | fils                     | 8 septembre 1425 avènement de sa mère  | 1er avril 1441 avènement de Jean II    | 15 ans, 6 mois et 24 jours | Blanche, princesse des Asturies sa sœur                                   | Blanche Ire (8 septembre 1425 - 1er avril 1441) et Jean II (8 septembre 1425 - 1er avril 1441) |

#### Maison de Trastamare (1441-1479)
| Héritier                                                                          | Héritier                                           | Parenté avec le monarque | Devient héritier                           | Cesse d'être héritier         | Durée                      | 2e dans l'ordre de succession parenté avec l'héritier, dates          | Nom du monarque dates de règne                                |
| Portrait                                                                          | Nom                                                | Parenté avec le monarque | Devient héritier                           | Cesse d'être héritier         | Durée                      | 2e dans l'ordre de succession parenté avec l'héritier, dates          | Nom du monarque dates de règne                                |
| --------------------------------------------------------------------------------- | -------------------------------------------------- | ------------------------ | ------------------------------------------ | ----------------------------- | -------------------------- | --------------------------------------------------------------------- | ------------------------------------------------------------- |
|                                                                                   | Charles, prince de Viane dit Charles IV            | fils                     | 1er avril 1441 avènement de son père       | 23 septembre 1461 son décès   | 20 ans, 5 mois et 22 jours | Blanche, princesse des Asturies sa sœur                               | Jean II (Jean II d'Aragon) (1er avril 1441 - 19 janvier 1479) |
|                                                                                   | Blanche dite Blanche II                            | fille                    | 23 septembre 1461 décès de son frère       | 2 décembre 1464 son décès     | 3 ans, 2 mois et 9 jours   | Éléonore, comtesse de Foix sa sœur                                    | Jean II (Jean II d'Aragon) (1er avril 1441 - 19 janvier 1479) |
|                                                                                   | Éléonore, comtesse de Foix future Éléonore         | fille                    | 2 décembre 1464 décès de sa sœur           | 19 janvier 1479 son avènement | 14 ans, 1 mois et 17 jours | Gaston, prince de Viane son fils (2 décembre 1464 - 23 novembre 1470) | Jean II (Jean II d'Aragon) (1er avril 1441 - 19 janvier 1479) |
| François Fébus, comte de Foix son petit-fils (23 novembre 1470 - 19 janvier 1479) | Éléonore, comtesse de Foix future Éléonore         | fille                    | 2 décembre 1464 décès de sa sœur           | 19 janvier 1479 son avènement | 14 ans, 1 mois et 17 jours |                                                                       | Jean II (Jean II d'Aragon) (1er avril 1441 - 19 janvier 1479) |
|                                                                                   | François Fébus, comte de Foix futur François Fébus | petit-fils               | 19 janvier 1479 avènement de sa grand-mère | 12 février 1479 son avènement | 24 jours                   | Catherine sa sœur                                                     | Éléonore (19 janvier - 12 février 1479)                       |

#### Maison de Foix-Grailly (1479-1513)
| Héritier                                           | Héritier                              | Parenté avec le monarque | Devient héritier                       | Cesse d'être héritier                    | Durée                      | 2e dans l'ordre de succession parenté avec l'héritier, dates       | Nom du ou des monarques dates de règne                                               |
| Portrait                                           | Nom                                   | Parenté avec le monarque | Devient héritier                       | Cesse d'être héritier                    | Durée                      | 2e dans l'ordre de succession parenté avec l'héritier, dates       | Nom du ou des monarques dates de règne                                               |
| -------------------------------------------------- | ------------------------------------- | ------------------------ | -------------------------------------- | ---------------------------------------- | -------------------------- | ------------------------------------------------------------------ | ------------------------------------------------------------------------------------ |
|                                                    | Catherine future Catherine            | sœur                     | 12 février 1479 avènement de son frère | 30 janvier 1483 son avènement            | 3 ans, 11 mois et 18 jours | Jean, comte d'Étampes son oncle                                    | François Fébus (12 février 1479 - 30 janvier 1483)                                   |
|                                                    | Jean, comte d'Étampes                 | oncle                    | 30 janvier 1483 avènement de sa nièce  | 19 mai 1492 naissance de sa petite-nièce | 9 ans, 3 mois et 19 jours  | Jacques son frère (30 janvier 1483 - 1488)                         | Catherine (30 janvier 1483 - 23 mars 1513) et Jean III (14 juin 1484 - 23 mars 1513) |
| Germaine sa fille (1488 - 10 décembre 1489)        | Jean, comte d'Étampes                 | oncle                    | 30 janvier 1483 avènement de sa nièce  | 19 mai 1492 naissance de sa petite-nièce | 9 ans, 3 mois et 19 jours  |                                                                    | Catherine (30 janvier 1483 - 23 mars 1513) et Jean III (14 juin 1484 - 23 mars 1513) |
| Gaston son fils (10 décembre 1489 - 19 mai 1492)   | Jean, comte d'Étampes                 | oncle                    | 30 janvier 1483 avènement de sa nièce  | 19 mai 1492 naissance de sa petite-nièce | 9 ans, 3 mois et 19 jours  |                                                                    | Catherine (30 janvier 1483 - 23 mars 1513) et Jean III (14 juin 1484 - 23 mars 1513) |
|                                                    | Anne                                  | fille                    | 19 mai 1492 sa naissance               | 14 octobre 1501 naissance de son frère   | 9 ans, 4 mois et 25 jours  | Jean, comte d'Étampes son grand-oncle (19 mai 1492 - 29 mars 1494) | Catherine (30 janvier 1483 - 23 mars 1513) et Jean III (14 juin 1484 - 23 mars 1513) |
| Madeleine sa sœur (29 mars 1494 - 14 octobre 1501) | Anne                                  | fille                    | 19 mai 1492 sa naissance               | 14 octobre 1501 naissance de son frère   | 9 ans, 4 mois et 25 jours  |                                                                    | Catherine (30 janvier 1483 - 23 mars 1513) et Jean III (14 juin 1484 - 23 mars 1513) |
|                                                    | André Fébus, prince de Viane          | fils                     | 14 octobre 1501 sa naissance           | 17 avril 1503 son décès                  | 1 an, 6 mois et 3 jours    | Anne sa sœur                                                       | Catherine (30 janvier 1483 - 23 mars 1513) et Jean III (14 juin 1484 - 23 mars 1513) |
|                                                    | Anne                                  | fille                    | 17 avril 1503 décès de son frère       | 18 avril 1503 naissance de son frère     | 1 jour                     | Madeleine sa sœur                                                  | Catherine (30 janvier 1483 - 23 mars 1513) et Jean III (14 juin 1484 - 23 mars 1513) |
|                                                    | Henri, prince de Viane futur Henri II | fils                     | 18 avril 1503 sa naissance             | 23 mars 1513 division du royaume         | 9 ans, 11 mois et 5 jours  | Anne sa sœur (18 avril 1503 - 1506)                                | Catherine (30 janvier 1483 - 23 mars 1513) et Jean III (14 juin 1484 - 23 mars 1513) |
| Martin son frère (1506 - vers 1512)                | Henri, prince de Viane futur Henri II | fils                     | 18 avril 1503 sa naissance             | 23 mars 1513 division du royaume         | 9 ans, 11 mois et 5 jours  |                                                                    | Catherine (30 janvier 1483 - 23 mars 1513) et Jean III (14 juin 1484 - 23 mars 1513) |
| Charles son frère (vers 1512 - 23 mars 1513)       | Henri, prince de Viane futur Henri II | fils                     | 18 avril 1503 sa naissance             | 23 mars 1513 division du royaume         | 9 ans, 11 mois et 5 jours  |                                                                    | Catherine (30 janvier 1483 - 23 mars 1513) et Jean III (14 juin 1484 - 23 mars 1513) |

### Royaume indépendant de Basse-Navarre (1513-1789, 1814-1815, 1815-1830)

#### Maison de Foix-Grailly (1513-1517)
| Héritier | Héritier                              | Parenté avec les monarques | Devient héritier                 | Cesse d'être héritier         | Durée                      | 2e dans l'ordre de succession parenté avec l'héritier, dates | Nom des monarques dates de règne                                                     |
| Portrait | Nom                                   | Parenté avec les monarques | Devient héritier                 | Cesse d'être héritier         | Durée                      | 2e dans l'ordre de succession parenté avec l'héritier, dates | Nom des monarques dates de règne                                                     |
| -------- | ------------------------------------- | -------------------------- | -------------------------------- | ----------------------------- | -------------------------- | ------------------------------------------------------------ | ------------------------------------------------------------------------------------ |
|          | Henri, prince de Viane futur Henri II | fils                       | 23 mars 1513 division du royaume | 12 février 1517 son avènement | 3 ans, 10 mois et 20 jours | Charles son frère                                            | Catherine (23 mars 1513 - 12 février 1517) et Jean III (23 mars 1513 - 17 juin 1516) |

#### Maison d'Albret (1517-1572)
| Héritier                                                                 | Héritier                                      | Parenté avec le monarque | Devient héritier                       | Cesse d'être héritier                  | Durée                     | 2e dans l'ordre de succession parenté avec l'héritier, dates | Nom du ou des monarques dates de règne                                             |
| Portrait                                                                 | Nom                                           | Parenté avec le monarque | Devient héritier                       | Cesse d'être héritier                  | Durée                     | 2e dans l'ordre de succession parenté avec l'héritier, dates | Nom du ou des monarques dates de règne                                             |
| ------------------------------------------------------------------------ | --------------------------------------------- | ------------------------ | -------------------------------------- | -------------------------------------- | ------------------------- | ------------------------------------------------------------ | ---------------------------------------------------------------------------------- |
|                                                                          | Charles                                       | frère                    | 12 février 1517 avènement de son frère | 19 septembre 1528 son décès            | 11 ans, 7 mois et 7 jours | Anne sa sœur                                                 | Henri II (12 février 1517 - 25 mai 1555)                                           |
|                                                                          | Anne                                          | sœur                     | 19 septembre 1528 décès de son frère   | 16 novembre 1528 naissance de sa nièce | 1 mois et 28 jours        | Isabeau sa sœur                                              | Henri II (12 février 1517 - 25 mai 1555)                                           |
|                                                                          | Jeanne future Jeanne III                      | fille                    | 16 novembre 1528 sa naissance          | 15 juillet 1530 naissance de son frère | 1 an, 7 mois et 29 jours  | Anne sa tante                                                | Henri II (12 février 1517 - 25 mai 1555)                                           |
|                                                                          | Jean, prince de Viane                         | fils                     | 15 juillet 1530 sa naissance           | 25 décembre 1530 son décès             | 5 mois et 10 jours        | Jeanne sa sœur                                               | Henri II (12 février 1517 - 25 mai 1555)                                           |
|                                                                          | Jeanne, duchesse de Vendôme future Jeanne III | fille                    | 25 décembre 1530 décès de son frère    | 25 mai 1555 son avènement              | 24 ans et 5 mois          | Anne sa tante (25 décembre 1530 - 15 août 1532)              | Henri II (12 février 1517 - 25 mai 1555)                                           |
| Isabeau, vicomtesse de Rohan sa tante (15 août 1532 - 21 septembre 1551) | Jeanne, duchesse de Vendôme future Jeanne III | fille                    | 25 décembre 1530 décès de son frère    | 25 mai 1555 son avènement              | 24 ans et 5 mois          |                                                              | Henri II (12 février 1517 - 25 mai 1555)                                           |
| Henri, comte de Beaumont son fils (21 septembre 1551 - 20 août 1553)     | Jeanne, duchesse de Vendôme future Jeanne III | fille                    | 25 décembre 1530 décès de son frère    | 25 mai 1555 son avènement              | 24 ans et 5 mois          |                                                              | Henri II (12 février 1517 - 25 mai 1555)                                           |
| Isabeau sa tante (20 août - 13 décembre 1553)                            | Jeanne, duchesse de Vendôme future Jeanne III | fille                    | 25 décembre 1530 décès de son frère    | 25 mai 1555 son avènement              | 24 ans et 5 mois          |                                                              | Henri II (12 février 1517 - 25 mai 1555)                                           |
| Henri son fils (13 décembre 1553 - 25 mai 1555)                          | Jeanne, duchesse de Vendôme future Jeanne III | fille                    | 25 décembre 1530 décès de son frère    | 25 mai 1555 son avènement              | 24 ans et 5 mois          |                                                              | Henri II (12 février 1517 - 25 mai 1555)                                           |
|                                                                          | Henri, prince de Viane futur Henri III        | fils                     | 25 mai 1555 avènement de sa mère       | 9 juin 1572 son avènement              | 17 ans et 15 jours        | Louis-Charles son frère (25 mai 1555 - octobre 1557)         | Jeanne III (25 mai 1555 - 9 juin 1572) et Antoine (25 mai 1555 - 17 novembre 1562) |
| Isabeau sa grand-tante (octobre 1557 - 7 février 1559)                   | Henri, prince de Viane futur Henri III        | fils                     | 25 mai 1555 avènement de sa mère       | 9 juin 1572 son avènement              | 17 ans et 15 jours        |                                                              | Jeanne III (25 mai 1555 - 9 juin 1572) et Antoine (25 mai 1555 - 17 novembre 1562) |
| Catherine sa sœur (7 février 1559 - 9 juin 1572)                         | Henri, prince de Viane futur Henri III        | fils                     | 25 mai 1555 avènement de sa mère       | 9 juin 1572 son avènement              | 17 ans et 15 jours        |                                                              | Jeanne III (25 mai 1555 - 9 juin 1572) et Antoine (25 mai 1555 - 17 novembre 1562) |

#### Maison capétienne de Bourbon (1572-1789, 1814-1815, 1815-1830)
Avec l'avènement d'Henri III de Navarre sur le trône de France le 2 août 1589, la liste des héritiers des trônes de Basse-Navarre et de France se confond du 27 septembre 1601 jusqu'à la déchéance de Charles X le 2 août 1830, sauf pour les brefs cas de Louise-Élisabeth de France entre 1727 et 1729 et de Marie-Thérèse de France entre 1778 et 1781, qui sont héritières du seul royaume de Navarre de façon anecdotique car substituées rapidement par un frère cadet.
| Héritier | Héritier                                           | Parenté avec le monarque | Devient héritier                                       | Cesse d'être héritier                                      | Durée                       | 2e dans l'ordre de succession parenté avec l'héritier, dates             | Nom du monarque dates de règne                                     |
| Portrait | Nom                                                | Parenté avec le monarque | Devient héritier                                       | Cesse d'être héritier                                      | Durée                       | 2e dans l'ordre de succession parenté avec l'héritier, dates             | Nom du monarque dates de règne                                     |
| --- | -------------------------------------------------- | ------------------------ | ------------------------------------------------------ | ---------------------------------------------------------- | --------------------------- | ------------------------------------------------------------------------ | ------------------------------------------------------------------ |
| | Catherine                                          | sœur                     | 9 juin 1572 avènement de son frère                     | 27 septembre 1601 naissance de son neveu                   | 29 ans, 3 mois et 18 jours  | Henri, vicomte de Rohan son cousin (9 juin 1572 - 12 juin 1575)          | Henri III (Henri IV de France) (9 juin 1572 - 14 mai 1610)         |
| Judith sa cousine (12 - 24 juin 1575) | Catherine                                          | sœur                     | 9 juin 1572 avènement de son frère                     | 27 septembre 1601 naissance de son neveu                   | 29 ans, 3 mois et 18 jours  |                                                                          | Henri III (Henri IV de France) (9 juin 1572 - 14 mai 1610)         |
| René, vicomte de Rohan son cousin (24 juin 1575 - 27 avril 1586) | Catherine                                          | sœur                     | 9 juin 1572 avènement de son frère                     | 27 septembre 1601 naissance de son neveu                   | 29 ans, 3 mois et 18 jours  |                                                                          | Henri III (Henri IV de France) (9 juin 1572 - 14 mai 1610)         |
| Henri, vicomte de Rohan son cousin (27 avril 1586 - 27 septembre 1601) | Catherine                                          | sœur                     | 9 juin 1572 avènement de son frère                     | 27 septembre 1601 naissance de son neveu                   | 29 ans, 3 mois et 18 jours  |                                                                          | Henri III (Henri IV de France) (9 juin 1572 - 14 mai 1610)         |
| | Louis futur Louis II                               | fils                     | 27 septembre 1601 sa naissance                         | 14 mai 1610 son avènement                                  | 8 ans, 7 mois et 17 jours   | Catherine sa tante (27 septembre 1601 - 22 novembre 1602)                | Henri III (Henri IV de France) (9 juin 1572 - 14 mai 1610)         |
| Élisabeth sa sœur (22 novembre 1602 - 13 avril 1607) | Louis futur Louis II                               | fils                     | 27 septembre 1601 sa naissance                         | 14 mai 1610 son avènement                                  | 8 ans, 7 mois et 17 jours   |                                                                          | Henri III (Henri IV de France) (9 juin 1572 - 14 mai 1610)         |
| Monsieur, duc d'Orléans son frère (13 avril 1607 - 14 mai 1610) | Louis futur Louis II                               | fils                     | 27 septembre 1601 sa naissance                         | 14 mai 1610 son avènement                                  | 8 ans, 7 mois et 17 jours   |                                                                          | Henri III (Henri IV de France) (9 juin 1572 - 14 mai 1610)         |
| | Monsieur, duc d'Orléans                            | frère                    | 14 mai 1610 avènement de son frère                     | 17 novembre 1611 son décès                                 | 1 an, 6 mois et 3 jours     | Gaston son frère                                                         | Louis II (Louis XIII de France) (14 mai 1610 - 14 mai 1643)        |
| | Gaston, duc d'Orléans dit le Grand Monsieur        | frère                    | 17 novembre 1611 décès de son frère                    | 5 septembre 1638 naissance de son neveu                    | 26 ans, 9 mois et 19 jours  | Élisabeth, reine d'Espagne sa sœur (17 novembre 1611 - 29 mai 1627)      | Louis II (Louis XIII de France) (14 mai 1610 - 14 mai 1643)        |
| Anne-Marie-Louise, duchesse de Montpensier sa fille (29 mai 1627 - 5 septembre 1638) | Gaston, duc d'Orléans dit le Grand Monsieur        | frère                    | 17 novembre 1611 décès de son frère                    | 5 septembre 1638 naissance de son neveu                    | 26 ans, 9 mois et 19 jours  |                                                                          | Louis II (Louis XIII de France) (14 mai 1610 - 14 mai 1643)        |
| | Louis futur Louis III                              | fils                     | 5 septembre 1638 sa naissance                          | 14 mai 1643 son avènement                                  | 4 ans, 8 mois et 9 jours    | Gaston, duc d'Orléans son oncle (5 septembre 1638 - 21 septembre 1640)   | Louis II (Louis XIII de France) (14 mai 1610 - 14 mai 1643)        |
| Philippe, duc d'Anjou son frère (21 septembre 1640 - 14 mai 1643) | Louis futur Louis III                              | fils                     | 5 septembre 1638 sa naissance                          | 14 mai 1643 son avènement                                  | 4 ans, 8 mois et 9 jours    |                                                                          | Louis II (Louis XIII de France) (14 mai 1610 - 14 mai 1643)        |
| | Philippe, duc d'Anjou dit le Petit Monsieur        | frère                    | 14 mai 1643 avènement de son frère                     | 1er novembre 1661 naissance de son neveu                   | 18 ans, 5 mois et 18 jours  | Gaston, duc d'Orléans son oncle (14 mai 1643 - 2 février 1660)           | Louis III (Louis XIV de France) (14 mai 1643 - 1er septembre 1715) |
| Anne-Marie-Louise, duchesse de Montpensier sa cousine (2 février 1660 - 1er novembre 1661) | Philippe, duc d'Anjou dit le Petit Monsieur        | frère                    | 14 mai 1643 avènement de son frère                     | 1er novembre 1661 naissance de son neveu                   | 18 ans, 5 mois et 18 jours  |                                                                          | Louis III (Louis XIV de France) (14 mai 1643 - 1er septembre 1715) |
| | Louis                                              | fils                     | 1er novembre 1661 sa naissance                         | 14 avril 1711 son décès                                    | 49 ans, 5 mois et 13 jours  | Philippe, duc d'Orléans son oncle (1er novembre 1661 - 18 novembre 1662) | Louis III (Louis XIV de France) (14 mai 1643 - 1er septembre 1715) |
| Anne-Élisabeth sa sœur (18 novembre - 30 décembre 1662) | Louis                                              | fils                     | 1er novembre 1661 sa naissance                         | 14 avril 1711 son décès                                    | 49 ans, 5 mois et 13 jours  |                                                                          | Louis III (Louis XIV de France) (14 mai 1643 - 1er septembre 1715) |
| Philippe, duc d'Orléans son oncle (30 décembre 1662 - 16 novembre 1664) | Louis                                              | fils                     | 1er novembre 1661 sa naissance                         | 14 avril 1711 son décès                                    | 49 ans, 5 mois et 13 jours  |                                                                          | Louis III (Louis XIV de France) (14 mai 1643 - 1er septembre 1715) |
| Marie-Anne sa sœur (16 novembre - 26 décembre 1664) | Louis                                              | fils                     | 1er novembre 1661 sa naissance                         | 14 avril 1711 son décès                                    | 49 ans, 5 mois et 13 jours  |                                                                          | Louis III (Louis XIV de France) (14 mai 1643 - 1er septembre 1715) |
| Philippe, duc d'Orléans son oncle (26 décembre 1664 - 2 janvier 1667) | Louis                                              | fils                     | 1er novembre 1661 sa naissance                         | 14 avril 1711 son décès                                    | 49 ans, 5 mois et 13 jours  |                                                                          | Louis III (Louis XIV de France) (14 mai 1643 - 1er septembre 1715) |
| Marie-Thérèse sa sœur (2 janvier 1667 - 5 août 1668) | Louis                                              | fils                     | 1er novembre 1661 sa naissance                         | 14 avril 1711 son décès                                    | 49 ans, 5 mois et 13 jours  |                                                                          | Louis III (Louis XIV de France) (14 mai 1643 - 1er septembre 1715) |
| Philippe Charles, duc d'Anjou son frère (5 août 1668 - 10 juillet 1671) | Louis                                              | fils                     | 1er novembre 1661 sa naissance                         | 14 avril 1711 son décès                                    | 49 ans, 5 mois et 13 jours  |                                                                          | Louis III (Louis XIV de France) (14 mai 1643 - 1er septembre 1715) |
| Marie-Thérèse sa sœur (10 juillet 1671 - 1er mars 1672) | Louis                                              | fils                     | 1er novembre 1661 sa naissance                         | 14 avril 1711 son décès                                    | 49 ans, 5 mois et 13 jours  |                                                                          | Louis III (Louis XIV de France) (14 mai 1643 - 1er septembre 1715) |
| Philippe, duc d'Orléans son oncle (1er mars - 14 juin 1672) | Louis                                              | fils                     | 1er novembre 1661 sa naissance                         | 14 avril 1711 son décès                                    | 49 ans, 5 mois et 13 jours  |                                                                          | Louis III (Louis XIV de France) (14 mai 1643 - 1er septembre 1715) |
| Louis-François, duc d'Anjou son frère (14 juin - 4 novembre 1672) | Louis                                              | fils                     | 1er novembre 1661 sa naissance                         | 14 avril 1711 son décès                                    | 49 ans, 5 mois et 13 jours  |                                                                          | Louis III (Louis XIV de France) (14 mai 1643 - 1er septembre 1715) |
| Philippe, duc d'Orléans son oncle (4 novembre 1672 - 6 août 1682) | Louis                                              | fils                     | 1er novembre 1661 sa naissance                         | 14 avril 1711 son décès                                    | 49 ans, 5 mois et 13 jours  |                                                                          | Louis III (Louis XIV de France) (14 mai 1643 - 1er septembre 1715) |
| Louis, duc de Bourgogne son fils (6 août 1682 - 14 avril 1711) | Louis                                              | fils                     | 1er novembre 1661 sa naissance                         | 14 avril 1711 son décès                                    | 49 ans, 5 mois et 13 jours  |                                                                          | Louis III (Louis XIV de France) (14 mai 1643 - 1er septembre 1715) |
| | Louis                                              | petit-fils               | 14 avril 1711 décès de son père                        | 18 février 1712 son décès                                  | 10 mois et 4 jours          | Louis, duc de Bretagne son fils                                          | Louis III (Louis XIV de France) (14 mai 1643 - 1er septembre 1715) |
| | Louis                                              | arrière-petit-fils       | 18 février 1712 décès de son père                      | 8 mars 1712 son décès                                      | 19 jours                    | Louis, duc d'Anjou son frère                                             | Louis III (Louis XIV de France) (14 mai 1643 - 1er septembre 1715) |
| | Louis futur Louis IV                               | arrière-petit-fils       | 8 mars 1712 décès de son frère                         | 7 novembre 1712 début de la contestation de succession     | 7 mois et 30 jours          | Philippe, roi d'Espagne son oncle                                        | Louis III (Louis XIV de France) (14 mai 1643 - 1er septembre 1715) |
| Succession incertaine (7 novembre 1712 - 14 août 1727) : pour les partisans de la maison de Bourbon d'Espagne, la renonciation de Philippe V d'Espagne au trône de France en 1712 était nulle et la succession s'établissait comme suit |                                                    |                          |                                                        |                                                            |                             |                                                                          |                                                                    |
| | Louis futur Louis IV                               | arrière-petit-fils       | 7 novembre 1712 début de la contestation de succession | 1er septembre 1715 son avènement                           | 2 ans, 9 mois et 25 jours   | Philippe, roi d'Espagne son oncle                                        | Louis III (Louis XIV de France) (14 mai 1643 - 1er septembre 1715) |
| | Philippe, roi d'Espagne                            | oncle                    | 1er septembre 1715 avènement de son neveu              | 14 août 1727 naissance de sa petite-nièce                  | 11 ans, 11 mois et 13 jours | Louis, roi d'Espagne son fils (1er septembre 1715 - 31 août 1724)        | Louis IV (Louis XV de France) (1er septembre 1715 - 10 mai 1774)   |
| Ferdinand, prince des Asturies son fils (31 août 1724 - 14 août 1727) | Philippe, roi d'Espagne                            | oncle                    | 1er septembre 1715 avènement de son neveu              | 14 août 1727 naissance de sa petite-nièce                  | 11 ans, 11 mois et 13 jours |                                                                          | Louis IV (Louis XV de France) (1er septembre 1715 - 10 mai 1774)   |
| Succession incertaine (7 novembre 1712 - 14 août 1727) : pour les partisans de la maison d'Orléans, la renonciation de Philippe V d'Espagne au trône de France en 1712 était valable et la succession s'établissait comme suit          |                                                    |                          |                                                        |                                                            |                             |                                                                          |                                                                    |
| | Louis futur Louis IV                               | arrière-petit-fils       | 7 novembre 1712 début de la contestation de succession | 1er septembre 1715 son avènement                           | 2 ans, 9 mois et 25 jours   | Charles, duc de Berry son oncle (7 novembre 1712 - 4 mai 1714)           | Louis III (Louis XIV de France) (14 mai 1643 - 1er septembre 1715) |
| Philippe, duc d'Orléans son cousin (4 mai - 16 juin 1714) | Louis futur Louis IV                               | arrière-petit-fils       | 7 novembre 1712 début de la contestation de succession | 1er septembre 1715 son avènement                           | 2 ans, 9 mois et 25 jours   |                                                                          | Louis III (Louis XIV de France) (14 mai 1643 - 1er septembre 1715) |
| Marie-Louise-Élisabeth sa cousine (16 - 17 juin 1714) | Louis futur Louis IV                               | arrière-petit-fils       | 7 novembre 1712 début de la contestation de succession | 1er septembre 1715 son avènement                           | 2 ans, 9 mois et 25 jours   |                                                                          | Louis III (Louis XIV de France) (14 mai 1643 - 1er septembre 1715) |
| Philippe, duc d'Orléans son cousin (17 juin 1714 - 1er septembre 1715) | Louis futur Louis IV                               | arrière-petit-fils       | 7 novembre 1712 début de la contestation de succession | 1er septembre 1715 son avènement                           | 2 ans, 9 mois et 25 jours   |                                                                          | Louis III (Louis XIV de France) (14 mai 1643 - 1er septembre 1715) |
| | Philippe, duc d'Orléans                            | cousin                   | 1er septembre 1715 avènement de son cousin             | 2 décembre 1723 son décès                                  | 8 ans, 3 mois et 1 jour     | Louis, duc de Chartres son fils                                          | Louis IV (Louis XV de France) (1er septembre 1715 - 10 mai 1774)   |
| | Louis, duc d'Orléans                               | cousin                   | 2 décembre 1723 décès de son père                      | 14 août 1727 naissance de sa cousine                       | 3 ans, 8 mois et 12 jours   | Adélaïde sa sœur (2 décembre 1723 - 12 mai 1725)                         | Louis IV (Louis XV de France) (1er septembre 1715 - 10 mai 1774)   |
| Louis-Philippe, duc de Chartres son fils (12 mai 1725 - 14 août 1727) | Louis, duc d'Orléans                               | cousin                   | 2 décembre 1723 décès de son père                      | 14 août 1727 naissance de sa cousine                       | 3 ans, 8 mois et 12 jours   |                                                                          | Louis IV (Louis XV de France) (1er septembre 1715 - 10 mai 1774)   |
| Succession incontestée à compter du 14 août 1727 |                                                    |                          |                                                        |                                                            |                             |                                                                          |                                                                    |
| | Louise-Élisabeth                                   | fille                    | 14 août 1727 sa naissance                              | 4 septembre 1729 naissance de son frère                    | 2 ans et 21 jours           | Henriette-Anne sa sœur                                                   | Louis IV (Louis XV de France) (1er septembre 1715 - 10 mai 1774)   |
| | Louis                                              | fils                     | 4 septembre 1729 sa naissance                          | 20 décembre 1765 son décès                                 | 36 ans, 3 mois et 16 jours  | Louise-Élisabeth sa sœur (4 septembre 1729 - 30 août 1730)               | Louis IV (Louis XV de France) (1er septembre 1715 - 10 mai 1774)   |
| Philippe, duc d'Anjou son fils (30 août 1730 - 7 avril 1733) | Louis                                              | fils                     | 4 septembre 1729 sa naissance                          | 20 décembre 1765 son décès                                 | 36 ans, 3 mois et 16 jours  |                                                                          | Louis IV (Louis XV de France) (1er septembre 1715 - 10 mai 1774)   |
| Louise-Élisabeth, duchesse de Parme et de Plaisance sa sœur (7 avril 1733 - 13 septembre 1751) | Louis                                              | fils                     | 4 septembre 1729 sa naissance                          | 20 décembre 1765 son décès                                 | 36 ans, 3 mois et 16 jours  |                                                                          | Louis IV (Louis XV de France) (1er septembre 1715 - 10 mai 1774)   |
| Louis-Joseph, duc de Bourgogne son fils (13 septembre 1751 - 22 mars 1761) | Louis                                              | fils                     | 4 septembre 1729 sa naissance                          | 20 décembre 1765 son décès                                 | 36 ans, 3 mois et 16 jours  |                                                                          | Louis IV (Louis XV de France) (1er septembre 1715 - 10 mai 1774)   |
| Louis-Auguste, duc de Berry son fils (22 mars 1761 - 20 décembre 1765) | Louis                                              | fils                     | 4 septembre 1729 sa naissance                          | 20 décembre 1765 son décès                                 | 36 ans, 3 mois et 16 jours  |                                                                          | Louis IV (Louis XV de France) (1er septembre 1715 - 10 mai 1774)   |
| | Louis-Auguste futur Louis V                        | petit-fils               | 20 décembre 1765 décès de son père                     | 10 mai 1774 son avènement                                  | 8 ans, 4 mois et 20 jours   | Louis-Stanislas, comte de Provence son frère                             | Louis IV (Louis XV de France) (1er septembre 1715 - 10 mai 1774)   |
| | Louis-Stanislas, comte de Provence futur Louis VII | frère                    | 10 mai 1774 avènement de son frère                     | 19 décembre 1778 naissance de sa nièce                     | 4 ans, 7 mois et 9 jours    | Charles-Philippe, comte d'Artois son frère                               | Louis V (Louis XVI de France) (10 mai 1774 - 6 novembre 1789)      |
| | Marie-Thérèse                                      | fille                    | 19 décembre 1778 sa naissance                          | 22 octobre 1781 naissance de son frère                     | 2 ans, 10 mois et 3 jours   | Louis-Stanislas, comte de Provence son oncle                             | Louis V (Louis XVI de France) (10 mai 1774 - 6 novembre 1789)      |
| | Louis-Joseph                                       | fils                     | 22 octobre 1781 sa naissance                           | 4 juin 1789 son décès                                      | 7 ans, 7 mois et 13 jours   | Marie-Thérèse sa sœur (22 octobre 1781 - 27 mars 1785)                   | Louis V (Louis XVI de France) (10 mai 1774 - 6 novembre 1789)      |
| Louis-Charles, duc de Normandie son frère (27 mars 1785 - 4 juin 1789) | Louis-Joseph                                       | fils                     | 22 octobre 1781 sa naissance                           | 4 juin 1789 son décès                                      | 7 ans, 7 mois et 13 jours   |                                                                          | Louis V (Louis XVI de France) (10 mai 1774 - 6 novembre 1789)      |
| | Louis-Charles                                      | fils                     | 4 juin 1789 décès de son frère                         | 9 novembre 1789 abolition du titre de monarque de Navarre, | 5 mois et 5 jours           | Marie-Thérèse sa sœur                                                    | Louis V (Louis XVI de France) (10 mai 1774 - 6 novembre 1789)      |

| Héritier | Héritier                                          | Parenté avec le monarque | Devient héritier                    | Cesse d'être héritier           | Durée               | 2e dans l'ordre de succession parenté avec l'héritier, dates | Nom du monarque dates de règne                                  |
| Portrait | Nom                                               | Parenté avec le monarque | Devient héritier                    | Cesse d'être héritier           | Durée               | 2e dans l'ordre de succession parenté avec l'héritier, dates | Nom du monarque dates de règne                                  |
| -------- | ------------------------------------------------- | ------------------------ | ----------------------------------- | ------------------------------- | ------------------- | ------------------------------------------------------------ | --------------------------------------------------------------- |
|          | Charles-Philippe, comte d'Artois futur Charles IV | frère                    | 6 avril 1814 avènement de son frère | 19 mars 1815 fuite de Louis VII | 11 mois et 13 jours | Louis-Antoine, duc d'Angoulême son fils                      | Louis VII (Louis XVIII de France) (6 avril 1814 - 19 mars 1815) |

| Héritier | Héritier                                          | Parenté avec le monarque | Devient héritier                         | Cesse d'être héritier                | Durée                      | 2e dans l'ordre de succession parenté avec l'héritier, dates | Nom du monarque dates de règne                                         |
| Portrait | Nom                                               | Parenté avec le monarque | Devient héritier                         | Cesse d'être héritier                | Durée                      | 2e dans l'ordre de succession parenté avec l'héritier, dates | Nom du monarque dates de règne                                         |
| -------- | ------------------------------------------------- | ------------------------ | ---------------------------------------- | ------------------------------------ | -------------------------- | ------------------------------------------------------------ | ---------------------------------------------------------------------- |
|          | Charles-Philippe, comte d'Artois futur Charles IV | frère                    | 8 juillet 1815 restauration de son frère | 16 septembre 1824 son avènement      | 9 ans, 2 mois et 8 jours   | Louis-Antoine, duc d'Angoulême son fils                      | Louis VII (Louis XVIII de France) (8 juillet 1815 - 16 septembre 1824) |
|          | Louis-Antoine                                     | fils                     | 16 septembre 1824 avènement de son père  | 2 août 1830 abdication de Charles IV | 5 ans, 10 mois et 17 jours | Henri, duc de Bordeaux son neveu                             | Charles IV (Charles X de France) (16 septembre 1824 - 2 août 1830)     |

### Royaume espagnol de Haute-Navarre (1513-1833)
Avec l'avènement de Ferdinand II d'Aragon sur le trône de Haute-Navarre le 23 mars 1513, la liste des héritiers des trônes de Haute-Navarre et de Sardaigne se confond jusqu'à la déchéance de Philippe IV de Sardaigne le 13 août 1708. La liste des héritiers des trônes de Haute-Navarre et d'Espagne se confond également à compter de l'avènement de Jeanne Ire et de Charles Ier d'Espagne le 14 mars 1516 jusqu'à la dissolution du royaume de Haute-Navarre le 30 novembre 1833.

#### Maison de Trastamare (1513-1555)
| Héritier                                        | Héritier                                    | Parenté avec le monarque | Devient héritier                     | Cesse d'être héritier               | Durée                      | 2e dans l'ordre de succession parenté avec l'héritier, dates                  | Nom du monarque dates de règne                                         |
| Portrait                                        | Nom                                         | Parenté avec le monarque | Devient héritier                     | Cesse d'être héritier               | Durée                      | 2e dans l'ordre de succession parenté avec l'héritier, dates                  | Nom du monarque dates de règne                                         |
| ----------------------------------------------- | ------------------------------------------- | ------------------------ | ------------------------------------ | ----------------------------------- | -------------------------- | ----------------------------------------------------------------------------- | ---------------------------------------------------------------------- |
|                                                 | Jeanne, reine de Castille future Jeanne III | fille                    | 23 mars 1513 avènement de son père   | 23 janvier 1516 son avènement       | 2 ans et 10 mois           | Charles, prince des Asturies son fils                                         | Ferdinand Ier (Ferdinand II d'Aragon) (23 mars 1513 - 23 janvier 1516) |
|                                                 | Charles IV                                  | fils                     | 23 janvier 1516 avènement de sa mère | 12 avril 1555 devient seul monarque | 39 ans, 2 mois et 20 jours | Ferdinand, roi de Hongrie et de Bohême son frère (14 mars 1516 - 21 mai 1527) | Jeanne III (Jeanne Ire d'Espagne) (23 janvier 1516 - 12 avril 1555)    |
| Philippe son fils (21 mai 1527 - 12 avril 1555) | Charles IV                                  | fils                     | 23 janvier 1516 avènement de sa mère | 12 avril 1555 devient seul monarque | 39 ans, 2 mois et 20 jours |                                                                               | Jeanne III (Jeanne Ire d'Espagne) (23 janvier 1516 - 12 avril 1555)    |

#### Maison de Habsbourg (1516-1700)
Avec l'avènement de Philippe II d'Espagne sur le trône de Portugal le 12 septembre 1580, la liste des héritiers des trônes de Haute-Navarre et de Portugal se confond jusqu'à la déchéance de Philippe III de Portugal le 1er décembre 1640.
| Héritier | Héritier                                          | Parenté avec le monarque | Devient héritier                                              | Cesse d'être héritier                                               | Durée                       | 2e dans l'ordre de succession parenté avec l'héritier, dates                                     | Nom du monarque dates de règne                                            |
| Portrait | Nom                                               | Parenté avec le monarque | Devient héritier                                              | Cesse d'être héritier                                               | Durée                       | 2e dans l'ordre de succession parenté avec l'héritier, dates                                     | Nom du monarque dates de règne                                            |
| --- | ------------------------------------------------- | ------------------------ | ------------------------------------------------------------- | ------------------------------------------------------------------- | --------------------------- | ------------------------------------------------------------------------------------------------ | ------------------------------------------------------------------------- |
| | Ferdinand, roi de Hongrie et de Bohême            | frère                    | 14 mars 1516 avènement de son frère                           | 21 mai 1527 naissance de son neveu                                  | 11 ans, 2 mois et 7 jours   | Éléonore, reine de Portugal sa sœur (14 mars 1516 - 9 juillet 1526)                              | Charles IV (Charles Ier d'Espagne) (14 mars 1516 - 16 janvier 1556)       |
| Élisabeth sa fille (9 juillet 1526 - 21 mai 1527) | Ferdinand, roi de Hongrie et de Bohême            | frère                    | 14 mars 1516 avènement de son frère                           | 21 mai 1527 naissance de son neveu                                  | 11 ans, 2 mois et 7 jours   |                                                                                                  | Charles IV (Charles Ier d'Espagne) (14 mars 1516 - 16 janvier 1556)       |
| | Philippe futur Philippe IV                        | fils                     | 21 mai 1527 sa naissance                                      | 16 janvier 1556 son avènement                                       | 28 ans, 7 mois et 26 jours  | Ferdinand, roi de Hongrie et de Bohême son oncle (21 mai 1527 - 21 juin 1528)                    | Charles IV (Charles Ier d'Espagne) (14 mars 1516 - 16 janvier 1556)       |
| Marie sa sœur (21 juin 1528 - 22 novembre 1529) | Philippe futur Philippe IV                        | fils                     | 21 mai 1527 sa naissance                                      | 16 janvier 1556 son avènement                                       | 28 ans, 7 mois et 26 jours  |                                                                                                  | Charles IV (Charles Ier d'Espagne) (14 mars 1516 - 16 janvier 1556)       |
| Ferdinand son frère (22 novembre 1529 - 13 juillet 1530) | Philippe futur Philippe IV                        | fils                     | 21 mai 1527 sa naissance                                      | 16 janvier 1556 son avènement                                       | 28 ans, 7 mois et 26 jours  |                                                                                                  | Charles IV (Charles Ier d'Espagne) (14 mars 1516 - 16 janvier 1556)       |
| Marie sa sœur (13 juillet 1530 - 19 octobre 1537) | Philippe futur Philippe IV                        | fils                     | 21 mai 1527 sa naissance                                      | 16 janvier 1556 son avènement                                       | 28 ans, 7 mois et 26 jours  |                                                                                                  | Charles IV (Charles Ier d'Espagne) (14 mars 1516 - 16 janvier 1556)       |
| Jean son frère (19 octobre 1537 - 20 mars 1538) | Philippe futur Philippe IV                        | fils                     | 21 mai 1527 sa naissance                                      | 16 janvier 1556 son avènement                                       | 28 ans, 7 mois et 26 jours  |                                                                                                  | Charles IV (Charles Ier d'Espagne) (14 mars 1516 - 16 janvier 1556)       |
| Marie sa sœur (20 mars 1538 - 8 juillet 1545) | Philippe futur Philippe IV                        | fils                     | 21 mai 1527 sa naissance                                      | 16 janvier 1556 son avènement                                       | 28 ans, 7 mois et 26 jours  |                                                                                                  | Charles IV (Charles Ier d'Espagne) (14 mars 1516 - 16 janvier 1556)       |
| Charles son fils (8 juillet 1545 - 16 janvier 1556) | Philippe futur Philippe IV                        | fils                     | 21 mai 1527 sa naissance                                      | 16 janvier 1556 son avènement                                       | 28 ans, 7 mois et 26 jours  |                                                                                                  | Charles IV (Charles Ier d'Espagne) (14 mars 1516 - 16 janvier 1556)       |
| | Charles                                           | fils                     | 16 janvier 1556 avènement de son père                         | 24 juillet 1568 son décès                                           | 12 ans, 6 mois et 8 jours   | Marie, impératrice du Saint-Empire sa tante (16 janvier 1556 - 12 août 1566)                     | Philippe IV (Philippe II d'Espagne) (16 janvier 1556 - 13 septembre 1598) |
| Isabelle-Claire-Eugénie sa demi-sœur (12 août 1566 - 24 juillet 1568) | Charles                                           | fils                     | 16 janvier 1556 avènement de son père                         | 24 juillet 1568 son décès                                           | 12 ans, 6 mois et 8 jours   |                                                                                                  | Philippe IV (Philippe II d'Espagne) (16 janvier 1556 - 13 septembre 1598) |
| | Isabelle-Claire-Eugénie                           | fille                    | 24 juillet 1568 décès de son demi-frère                       | 4 décembre 1571 naissance de son demi-frère                         | 3 ans, 4 mois et 10 jours   | Catherine-Michelle sa sœur                                                                       | Philippe IV (Philippe II d'Espagne) (16 janvier 1556 - 13 septembre 1598) |
| | Ferdinand                                         | fils                     | 4 décembre 1571 sa naissance                                  | 18 octobre 1578 son décès                                           | 6 ans, 10 mois et 14 jours  | Isabelle-Claire-Eugénie sa demi-sœur (4 décembre 1571 - 12 août 1573)                            | Philippe IV (Philippe II d'Espagne) (16 janvier 1556 - 13 septembre 1598) |
| Charles son frère (12 août 1573 - 30 juin 1575) | Ferdinand                                         | fils                     | 4 décembre 1571 sa naissance                                  | 18 octobre 1578 son décès                                           | 6 ans, 10 mois et 14 jours  |                                                                                                  | Philippe IV (Philippe II d'Espagne) (16 janvier 1556 - 13 septembre 1598) |
| Isabelle-Claire-Eugénie sa demi-sœur (30 juin - 15 août 1575) | Ferdinand                                         | fils                     | 4 décembre 1571 sa naissance                                  | 18 octobre 1578 son décès                                           | 6 ans, 10 mois et 14 jours  |                                                                                                  | Philippe IV (Philippe II d'Espagne) (16 janvier 1556 - 13 septembre 1598) |
| Diègue son frère (15 août 1575 - 18 octobre 1578) | Ferdinand                                         | fils                     | 4 décembre 1571 sa naissance                                  | 18 octobre 1578 son décès                                           | 6 ans, 10 mois et 14 jours  |                                                                                                  | Philippe IV (Philippe II d'Espagne) (16 janvier 1556 - 13 septembre 1598) |
| | Diègue                                            | fils                     | 18 octobre 1578 décès de son frère                            | 21 novembre 1582 son décès                                          | 4 ans, 1 mois et 3 jours    | Philippe son frère                                                                               | Philippe IV (Philippe II d'Espagne) (16 janvier 1556 - 13 septembre 1598) |
| | Philippe futur Philippe V                         | fils                     | 21 novembre 1582 décès de son frère                           | 13 septembre 1598 son avènement                                     | 15 ans, 9 mois et 23 jours  | Isabelle-Claire-Eugénie, souveraine des Pays-Bas sa demi-sœur                                    | Philippe IV (Philippe II d'Espagne) (16 janvier 1556 - 13 septembre 1598) |
| | Isabelle-Claire-Eugénie, souveraine des Pays-Bas  | demi-sœur                | 13 septembre 1598 avènement de son demi-frère                 | 22 septembre 1601 naissance de sa nièce                             | 3 ans et 9 jours            | Philippe-Emmanuel de Savoie, prince de Piémont son neveu                                         | Philippe V (Philippe III d'Espagne) (13 septembre 1598 - 31 mars 1621)    |
| | Anne                                              | fille                    | 22 septembre 1601 sa naissance                                | 8 avril 1605 naissance de son frère                                 | 3 ans, 6 mois et 17 jours   | Isabelle-Claire-Eugénie, souveraine des Pays-Bas sa tante (22 septembre 1601 - 1er février 1603) | Philippe V (Philippe III d'Espagne) (13 septembre 1598 - 31 mars 1621)    |
| Marie sa sœur (1er - 2 février 1603) | Anne                                              | fille                    | 22 septembre 1601 sa naissance                                | 8 avril 1605 naissance de son frère                                 | 3 ans, 6 mois et 17 jours   |                                                                                                  | Philippe V (Philippe III d'Espagne) (13 septembre 1598 - 31 mars 1621)    |
| Isabelle-Claire-Eugénie, souveraine des Pays-Bas sa tante (2 février 1603 - 8 avril 1605) | Anne                                              | fille                    | 22 septembre 1601 sa naissance                                | 8 avril 1605 naissance de son frère                                 | 3 ans, 6 mois et 17 jours   |                                                                                                  | Philippe V (Philippe III d'Espagne) (13 septembre 1598 - 31 mars 1621)    |
| | Philippe futur Philippe VI                        | fils                     | 8 avril 1605 sa naissance                                     | 31 mars 1621 son avènement                                          | 15 ans, 11 mois et 23 jours | Anne sa sœur (8 avril 1605 - 15 septembre 1607)                                                  | Philippe V (Philippe III d'Espagne) (13 septembre 1598 - 31 mars 1621)    |
| Charles son frère (15 septembre 1607 - 31 mars 1621) | Philippe futur Philippe VI                        | fils                     | 8 avril 1605 sa naissance                                     | 31 mars 1621 son avènement                                          | 15 ans, 11 mois et 23 jours |                                                                                                  | Philippe V (Philippe III d'Espagne) (13 septembre 1598 - 31 mars 1621)    |
| | Charles                                           | frère                    | 31 mars 1621 avènement de son frère                           | 14 août 1621 naissance de sa nièce                                  | 4 mois et 14 jours          | Ferdinand, archevêque de Tolède son frère                                                        | Philippe VI (Philippe IV d'Espagne) (31 mars 1621 - 17 septembre 1665)    |
| | Marie-Marguerite                                  | fille                    | 14 août 1621 sa naissance                                     | 15 août 1621 son décès                                              | 1 jour                      | Charles son oncle                                                                                | Philippe VI (Philippe IV d'Espagne) (31 mars 1621 - 17 septembre 1665)    |
| | Charles                                           | frère                    | 15 août 1621 décès de sa nièce                                | 25 novembre 1623 naissance de sa nièce                              | 2 ans, 3 mois et 10 jours   | Ferdinand, archevêque de Tolède son frère                                                        | Philippe VI (Philippe IV d'Espagne) (31 mars 1621 - 17 septembre 1665)    |
| | Marguerite-Marie-Catherine                        | fille                    | 25 novembre 1623 sa naissance                                 | 22 décembre 1623 son décès                                          | 27 jours                    | Charles son oncle                                                                                | Philippe VI (Philippe IV d'Espagne) (31 mars 1621 - 17 septembre 1665)    |
| | Charles                                           | frère                    | 22 décembre 1623 décès de sa nièce                            | 21 novembre 1625 naissance de sa nièce                              | 1 an, 10 mois et 30 jours   | Ferdinand, archevêque de Tolède son frère                                                        | Philippe VI (Philippe IV d'Espagne) (31 mars 1621 - 17 septembre 1665)    |
| | Marie-Eugénie                                     | fille                    | 21 novembre 1625 sa naissance                                 | 21 août 1627 son décès                                              | 1 an et 9 mois              | Charles son oncle                                                                                | Philippe VI (Philippe IV d'Espagne) (31 mars 1621 - 17 septembre 1665)    |
| | Charles                                           | frère                    | 21 août 1627 décès de sa nièce                                | 31 octobre 1627 naissance de sa nièce                               | 2 mois et 10 jours          | Ferdinand, archevêque de Tolède son frère                                                        | Philippe VI (Philippe IV d'Espagne) (31 mars 1621 - 17 septembre 1665)    |
| | Isabelle-Marie-Thérèse                            | fille                    | 31 octobre 1627 sa naissance                                  | 1er novembre 1627 son décès                                         | 1 jour                      | Charles son oncle                                                                                | Philippe VI (Philippe IV d'Espagne) (31 mars 1621 - 17 septembre 1665)    |
| | Charles                                           | frère                    | 1er novembre 1627 décès de sa nièce                           | 17 octobre 1629 naissance de son neveu                              | 1 an, 11 mois et 16 jours   | Ferdinand, archevêque de Tolède son frère                                                        | Philippe VI (Philippe IV d'Espagne) (31 mars 1621 - 17 septembre 1665)    |
| | Balthazar-Charles                                 | fils                     | 17 octobre 1629 sa naissance                                  | 9 octobre 1646 son décès                                            | 16 ans, 11 mois et 22 jours | Charles son oncle (17 octobre 1629 - 30 juillet 1632)                                            | Philippe VI (Philippe IV d'Espagne) (31 mars 1621 - 17 septembre 1665)    |
| Ferdinand, archevêque de Tolède son oncle (30 juillet 1632 - 12 mars 1634) | Balthazar-Charles                                 | fils                     | 17 octobre 1629 sa naissance                                  | 9 octobre 1646 son décès                                            | 16 ans, 11 mois et 22 jours |                                                                                                  | Philippe VI (Philippe IV d'Espagne) (31 mars 1621 - 17 septembre 1665)    |
| François-Ferdinand son frère (12 mars 1634) | Balthazar-Charles                                 | fils                     | 17 octobre 1629 sa naissance                                  | 9 octobre 1646 son décès                                            | 16 ans, 11 mois et 22 jours |                                                                                                  | Philippe VI (Philippe IV d'Espagne) (31 mars 1621 - 17 septembre 1665)    |
| Ferdinand, archevêque de Tolède son oncle (12 mars 1634 - 17 janvier 1636) | Balthazar-Charles                                 | fils                     | 17 octobre 1629 sa naissance                                  | 9 octobre 1646 son décès                                            | 16 ans, 11 mois et 22 jours |                                                                                                  | Philippe VI (Philippe IV d'Espagne) (31 mars 1621 - 17 septembre 1665)    |
| Marie-Anne sa sœur (17 janvier - 5 décembre 1636) | Balthazar-Charles                                 | fils                     | 17 octobre 1629 sa naissance                                  | 9 octobre 1646 son décès                                            | 16 ans, 11 mois et 22 jours |                                                                                                  | Philippe VI (Philippe IV d'Espagne) (31 mars 1621 - 17 septembre 1665)    |
| Ferdinand, archevêque de Tolède son oncle (5 décembre 1636 - 10 septembre 1638) | Balthazar-Charles                                 | fils                     | 17 octobre 1629 sa naissance                                  | 9 octobre 1646 son décès                                            | 16 ans, 11 mois et 22 jours |                                                                                                  | Philippe VI (Philippe IV d'Espagne) (31 mars 1621 - 17 septembre 1665)    |
| Marie-Thérèse sa sœur (10 septembre 1638 - 9 octobre 1646) | Balthazar-Charles                                 | fils                     | 17 octobre 1629 sa naissance                                  | 9 octobre 1646 son décès                                            | 16 ans, 11 mois et 22 jours |                                                                                                  | Philippe VI (Philippe IV d'Espagne) (31 mars 1621 - 17 septembre 1665)    |
| | Marie-Thérèse                                     | fille                    | 9 octobre 1646 décès de son frère                             | 28 novembre 1657 naissance de son demi-frère                        | 11 ans, 1 mois et 19 jours  | Ferdinand, roi de Germanie son cousin (9 octobre 1646 - 12 juillet 1651)                         | Philippe VI (Philippe IV d'Espagne) (31 mars 1621 - 17 septembre 1665)    |
| Marguerite-Thérèse sa demi-sœur (12 juillet 1651 - 28 novembre 1657) | Marie-Thérèse                                     | fille                    | 9 octobre 1646 décès de son frère                             | 28 novembre 1657 naissance de son demi-frère                        | 11 ans, 1 mois et 19 jours  |                                                                                                  | Philippe VI (Philippe IV d'Espagne) (31 mars 1621 - 17 septembre 1665)    |
| | Philippe-Prosper                                  | fils                     | 28 novembre 1657 sa naissance                                 | 1er novembre 1661 son décès                                         | 3 ans, 11 mois et 4 jours   | Marie-Thérèse sa demi-sœur (28 novembre 1657 - 23 décembre 1658)                                 | Philippe VI (Philippe IV d'Espagne) (31 mars 1621 - 17 septembre 1665)    |
| Ferdinand-Thomas-Charles son frère (23 décembre 1658 - 22 octobre 1659) | Philippe-Prosper                                  | fils                     | 28 novembre 1657 sa naissance                                 | 1er novembre 1661 son décès                                         | 3 ans, 11 mois et 4 jours   |                                                                                                  | Philippe VI (Philippe IV d'Espagne) (31 mars 1621 - 17 septembre 1665)    |
| Marie-Thérèse sa demi-sœur (22 octobre 1659 - 9 juin 1660) | Philippe-Prosper                                  | fils                     | 28 novembre 1657 sa naissance                                 | 1er novembre 1661 son décès                                         | 3 ans, 11 mois et 4 jours   |                                                                                                  | Philippe VI (Philippe IV d'Espagne) (31 mars 1621 - 17 septembre 1665)    |
| succession incertaine (9 juin 1660 - 1er novembre 1661) | Philippe-Prosper                                  | fils                     | 28 novembre 1657 sa naissance                                 | 1er novembre 1661 son décès                                         | 3 ans, 11 mois et 4 jours   |                                                                                                  | Philippe VI (Philippe IV d'Espagne) (31 mars 1621 - 17 septembre 1665)    |
| Succession incertaine (1er novembre 1661 - 16 novembre 1700) : pour la maison capétienne de Bourbon, qui tenait la renonciation de Marie-Thérèse au trône d'Espagne en 1660 comme nulle et s'appuyait sur le testament de Charles V, la succession s'établissait comme suit       |                                                   |                          |                                                               |                                                                     |                             |                                                                                                  |                                                                           |
| | Marie-Thérèse, reine de France                    | fille                    | 1er novembre 1661 décès de son demi-frère                     | 6 novembre 1661 naissance de son demi-frère                         | 5 jours                     | Louis, dauphin de France son fils                                                                | Philippe VI (Philippe IV d'Espagne) (31 mars 1621 - 17 septembre 1665)    |
| | Charles futur Charles V                           | fils                     | 6 novembre 1661 sa naissance                                  | 17 septembre 1665 son avènement                                     | 3 ans, 10 mois et 11 jours  | Marie-Thérèse, reine de France sa demi-sœur                                                      | Philippe VI (Philippe IV d'Espagne) (31 mars 1621 - 17 septembre 1665)    |
| | Marie-Thérèse, reine de France                    | demi-sœur                | 17 septembre 1665 avènement de son demi-frère                 | 30 juillet 1683 son décès                                           | 17 ans, 10 mois et 13 jours | Louis, dauphin de France son fils                                                                | Charles V (Charles II d'Espagne) (17 septembre 1665 - 1er novembre 1700)  |
| | Louis, dauphin de France                          | neveu                    | 30 juillet 1683 décès de sa mère                              | 2 octobre 1700 exclu de la succession par le testament de Charles V | 17 ans, 2 mois et 2 jours   | Louis, duc de Bourgogne son fils                                                                 | Charles V (Charles II d'Espagne) (17 septembre 1665 - 1er novembre 1700)  |
| | Philippe, duc d'Anjou futur Philippe VII          | petit-neveu              | 2 octobre 1700 désigné héritier par le testament de Charles V | 16 novembre 1700 son avènement                                      | 1 mois et 14 jours          | Charles, duc de Berry son frère                                                                  | Charles V (Charles II d'Espagne) (17 septembre 1665 - 1er novembre 1700)  |
| Succession incertaine (1er novembre 1661 - 16 novembre 1700) : pour la maison de Habsbourg d'Autriche, qui tenait la renonciation de Marie-Thérèse au trône d'Espagne en 1660 comme valable et s'appuyait sur le testament de Philippe VI, la succession s'établissait comme suit |                                                   |                          |                                                               |                                                                     |                             |                                                                                                  |                                                                           |
| | Marguerite-Thérèse                                | fille                    | 1er novembre 1661 décès de son frère                          | 6 novembre 1661 naissance de son frère                              | 5 jours                     | Léopold, empereur du Saint-Empire son cousin                                                     | Philippe VI (Philippe IV d'Espagne) (31 mars 1621 - 17 septembre 1665)    |
| | Charles futur Charles V                           | fils                     | 6 novembre 1661 sa naissance                                  | 17 septembre 1665 son avènement                                     | 3 ans, 10 mois et 11 jours  | Marguerite-Thérèse sa sœur                                                                       | Philippe VI (Philippe IV d'Espagne) (31 mars 1621 - 17 septembre 1665)    |
| | Marguerite-Thérèse, impératrice du Saint-Empire   | sœur                     | 17 septembre 1665 avènement de son frère                      | 12 mars 1673 son décès                                              | 7 ans, 5 mois et 23 jours   | Léopold, empereur du Saint-Empire son cousin (17 septembre 1665 - 28 septembre 1667)             | Charles V (Charles II d'Espagne) (17 septembre 1665 - 1er novembre 1700)  |
| Ferdinand-Venceslas d'Autriche son fils (28 septembre 1667 - 13 janvier 1668) | Marguerite-Thérèse, impératrice du Saint-Empire   | sœur                     | 17 septembre 1665 avènement de son frère                      | 12 mars 1673 son décès                                              | 7 ans, 5 mois et 23 jours   |                                                                                                  | Charles V (Charles II d'Espagne) (17 septembre 1665 - 1er novembre 1700)  |
| Léopold, empereur du Saint-Empire son cousin (13 janvier 1668 - 18 janvier 1669) | Marguerite-Thérèse, impératrice du Saint-Empire   | sœur                     | 17 septembre 1665 avènement de son frère                      | 12 mars 1673 son décès                                              | 7 ans, 5 mois et 23 jours   |                                                                                                  | Charles V (Charles II d'Espagne) (17 septembre 1665 - 1er novembre 1700)  |
| Marie-Antoinette d'Autriche sa fille (18 janvier 1669 - 20 février 1670) | Marguerite-Thérèse, impératrice du Saint-Empire   | sœur                     | 17 septembre 1665 avènement de son frère                      | 12 mars 1673 son décès                                              | 7 ans, 5 mois et 23 jours   |                                                                                                  | Charles V (Charles II d'Espagne) (17 septembre 1665 - 1er novembre 1700)  |
| Jean-Léopold d'Autriche (20 février 1670) | Marguerite-Thérèse, impératrice du Saint-Empire   | sœur                     | 17 septembre 1665 avènement de son frère                      | 12 mars 1673 son décès                                              | 7 ans, 5 mois et 23 jours   |                                                                                                  | Charles V (Charles II d'Espagne) (17 septembre 1665 - 1er novembre 1700)  |
| Marie-Antoinette d'Autriche sa fille (20 février 1670 - 12 mars 1673) | Marguerite-Thérèse, impératrice du Saint-Empire   | sœur                     | 17 septembre 1665 avènement de son frère                      | 12 mars 1673 son décès                                              | 7 ans, 5 mois et 23 jours   |                                                                                                  | Charles V (Charles II d'Espagne) (17 septembre 1665 - 1er novembre 1700)  |
| | Marie-Antoinette d'Autriche, électrice de Bavière | nièce                    | 12 mars 1673 décès de sa mère                                 | 24 décembre 1692 son décès                                          | 19 ans, 9 mois et 12 jours  | Léopold, empereur du Saint-Empire son père (12 mars 1673 - 22 mai 1689)                          | Charles V (Charles II d'Espagne) (17 septembre 1665 - 1er novembre 1700)  |
| Léopold-Ferdinand de Bavière son fils (22 mai 1689) | Marie-Antoinette d'Autriche, électrice de Bavière | nièce                    | 12 mars 1673 décès de sa mère                                 | 24 décembre 1692 son décès                                          | 19 ans, 9 mois et 12 jours  |                                                                                                  | Charles V (Charles II d'Espagne) (17 septembre 1665 - 1er novembre 1700)  |
| Léopold, empereur du Saint-Empire son père (22 mai 1689 - 19 novembre 1690) | Marie-Antoinette d'Autriche, électrice de Bavière | nièce                    | 12 mars 1673 décès de sa mère                                 | 24 décembre 1692 son décès                                          | 19 ans, 9 mois et 12 jours  |                                                                                                  | Charles V (Charles II d'Espagne) (17 septembre 1665 - 1er novembre 1700)  |
| Antoine de Bavière son fils (19 novembre 1690) | Marie-Antoinette d'Autriche, électrice de Bavière | nièce                    | 12 mars 1673 décès de sa mère                                 | 24 décembre 1692 son décès                                          | 19 ans, 9 mois et 12 jours  |                                                                                                  | Charles V (Charles II d'Espagne) (17 septembre 1665 - 1er novembre 1700)  |
| Léopold, empereur du Saint-Empire son père (19 novembre 1690 - 28 octobre 1692) | Marie-Antoinette d'Autriche, électrice de Bavière | nièce                    | 12 mars 1673 décès de sa mère                                 | 24 décembre 1692 son décès                                          | 19 ans, 9 mois et 12 jours  |                                                                                                  | Charles V (Charles II d'Espagne) (17 septembre 1665 - 1er novembre 1700)  |
| Joseph-Ferdinand de Bavière son fils (28 octobre - 24 décembre 1692) | Marie-Antoinette d'Autriche, électrice de Bavière | nièce                    | 12 mars 1673 décès de sa mère                                 | 24 décembre 1692 son décès                                          | 19 ans, 9 mois et 12 jours  |                                                                                                  | Charles V (Charles II d'Espagne) (17 septembre 1665 - 1er novembre 1700)  |
| | Joseph-Ferdinand de Bavière                       | petit-neveu              | 24 décembre 1692 décès de sa mère                             | 6 février 1699 son décès                                            | 6 ans, 1 mois et 13 jours   | Léopold, empereur du Saint-Empire son grand-père                                                 | Charles V (Charles II d'Espagne) (17 septembre 1665 - 1er novembre 1700)  |
| | Léopold, empereur du Saint-Empire                 | cousin                   | 6 février 1699 décès de son petit-fils                        | 16 novembre 1700 avènement de Philippe VII                          | 1 an, 9 mois et 10 jours    | Joseph, roi des Romains son fils                                                                 | Charles V (Charles II d'Espagne) (17 septembre 1665 - 1er novembre 1700)  |

#### Maison capétienne de Bourbon-Anjou (1700-1808)
Par la Pragmatique Sanction du 10 mai 1713, Philippe VII instaure la loi salique, et exclut les femmes et leurs descendants de la succession au trône.
| Héritier                                                                | Héritier                                | Parenté avec le monarque                  | Devient héritier                           | Cesse d'être héritier                         | Durée                                                                   | 2e dans l'ordre de succession parenté avec l'héritier, dates            | Nom du monarque dates de règne                                          |
| Portrait                                                                | Nom                                     | Parenté avec le monarque                  | Devient héritier                           | Cesse d'être héritier                         | Durée                                                                   | 2e dans l'ordre de succession parenté avec l'héritier, dates            | Nom du monarque dates de règne                                          |
| ----------------------------------------------------------------------- | --------------------------------------- | ----------------------------------------- | ------------------------------------------ | --------------------------------------------- | ----------------------------------------------------------------------- | ----------------------------------------------------------------------- | ----------------------------------------------------------------------- |
|                                                                         | Charles, duc de Berry                   | frère                                     | 16 novembre 1700 avènement de son frère    | 25 août 1707 naissance de son neveu           | 6 ans, 9 mois et 9 jours                                                | aucun                                                                   | Philippe VII (Philippe V d'Espagne) (16 novembre 1700 - 9 juillet 1746) |
|                                                                         | Louis futur Louis II                    | fils                                      | 25 août 1707 sa naissance                  | 15 janvier 1724 son avènement                 | 16 ans, 4 mois et 21 jours                                              | Charles, duc de Berry son oncle (25 août 1707 - 2 juillet 1709)         | Philippe VII (Philippe V d'Espagne) (16 novembre 1700 - 9 juillet 1746) |
| Philippe son frère (2 - 18 juillet 1709)                                | Louis futur Louis II                    | fils                                      | 25 août 1707 sa naissance                  | 15 janvier 1724 son avènement                 | 16 ans, 4 mois et 21 jours                                              |                                                                         | Philippe VII (Philippe V d'Espagne) (16 novembre 1700 - 9 juillet 1746) |
| Charles, duc de Berry son oncle (18 juillet 1709 - 7 juin 1712)         | Louis futur Louis II                    | fils                                      | 25 août 1707 sa naissance                  | 15 janvier 1724 son avènement                 | 16 ans, 4 mois et 21 jours                                              |                                                                         | Philippe VII (Philippe V d'Espagne) (16 novembre 1700 - 9 juillet 1746) |
| Philippe son frère (7 juin 1712 - 29 décembre 1719)                     | Louis futur Louis II                    | fils                                      | 25 août 1707 sa naissance                  | 15 janvier 1724 son avènement                 | 16 ans, 4 mois et 21 jours                                              |                                                                         | Philippe VII (Philippe V d'Espagne) (16 novembre 1700 - 9 juillet 1746) |
| Ferdinand son frère (29 décembre 1719 - 15 janvier 1724)                | Louis futur Louis II                    | fils                                      | 25 août 1707 sa naissance                  | 15 janvier 1724 son avènement                 | 16 ans, 4 mois et 21 jours                                              |                                                                         | Philippe VII (Philippe V d'Espagne) (16 novembre 1700 - 9 juillet 1746) |
|                                                                         | Ferdinand futur Ferdinand II            | frère                                     | 15 janvier 1724 avènement de son frère     | 6 septembre 1724 restauration de Philippe VII | 7 mois et 22 jours                                                      | Charles, roi de Naples son demi-frère                                   | Louis II (Louis Ier d'Espagne) (15 janvier - 31 août 1724)              |
| fils                                                                    | Ferdinand futur Ferdinand II            | 6 septembre 1724 restauration de son père | 9 juillet 1746 son avènement               | 21 ans, 10 mois et 3 jours                    | Philippe VII (Philippe V d'Espagne) (6 septembre 1724 - 9 juillet 1746) | Charles, roi de Naples son demi-frère                                   |                                                                         |
|                                                                         | Charles, roi de Naples futur Charles VI | demi-frère                                | 9 juillet 1746 avènement de son demi-frère | 10 août 1759 son avènement                    | 13 ans, 1 mois et 1 jour                                                | Philippe, comte de Chinchón son frère (9 juillet 1746 - 13 juin 1747)   | Ferdinand II (Ferdinand VI d'Espagne) (9 juillet 1746 - 10 août 1759)   |
| Philippe-Antoine, duc de Calabre son fils (13 juin 1747 - 10 août 1759) | Charles, roi de Naples futur Charles VI | demi-frère                                | 9 juillet 1746 avènement de son demi-frère | 10 août 1759 son avènement                    | 13 ans, 1 mois et 1 jour                                                |                                                                         | Ferdinand II (Ferdinand VI d'Espagne) (9 juillet 1746 - 10 août 1759)   |
|                                                                         | Philippe-Antoine, duc de Calabre        | fils                                      | 10 août 1759 avènement de son père         | 5 octobre 1759 exclu de la succession         | 1 mois et 25 jours                                                      | Charles, prince de Tarente son frère                                    | Charles VI (Charles III d'Espagne) (10 août 1759 - 14 décembre 1788)    |
|                                                                         | Charles futur Charles VII               | fils                                      | 5 octobre 1759 désigné héritier            | 14 décembre 1788 son avènement                | 29 ans, 2 mois et 9 jours                                               | Ferdinand, roi de Naples son frère (5 octobre 1759 - 19 septembre 1771) | Charles VI (Charles III d'Espagne) (10 août 1759 - 14 décembre 1788)    |
| Charles-Clément son fils (19 septembre 1771 - 7 mars 1774)              | Charles futur Charles VII               | fils                                      | 5 octobre 1759 désigné héritier            | 14 décembre 1788 son avènement                | 29 ans, 2 mois et 9 jours                                               |                                                                         | Charles VI (Charles III d'Espagne) (10 août 1759 - 14 décembre 1788)    |
| Ferdinand, roi de Naples son frère (7 mars 1774 - 5 mars 1780)          | Charles futur Charles VII               | fils                                      | 5 octobre 1759 désigné héritier            | 14 décembre 1788 son avènement                | 29 ans, 2 mois et 9 jours                                               |                                                                         | Charles VI (Charles III d'Espagne) (10 août 1759 - 14 décembre 1788)    |
| Charles-Dominique son fils (5 mars 1780 - 11 juin 1783)                 | Charles futur Charles VII               | fils                                      | 5 octobre 1759 désigné héritier            | 14 décembre 1788 son avènement                | 29 ans, 2 mois et 9 jours                                               |                                                                         | Charles VI (Charles III d'Espagne) (10 août 1759 - 14 décembre 1788)    |
| Ferdinand, roi de Naples son frère (11 juin - 5 septembre 1783)         | Charles futur Charles VII               | fils                                      | 5 octobre 1759 désigné héritier            | 14 décembre 1788 son avènement                | 29 ans, 2 mois et 9 jours                                               |                                                                         | Charles VI (Charles III d'Espagne) (10 août 1759 - 14 décembre 1788)    |
| Charles-François son fils (5 septembre 1783 - 11 novembre 1784)         | Charles futur Charles VII               | fils                                      | 5 octobre 1759 désigné héritier            | 14 décembre 1788 son avènement                | 29 ans, 2 mois et 9 jours                                               |                                                                         | Charles VI (Charles III d'Espagne) (10 août 1759 - 14 décembre 1788)    |
| Ferdinand son fils (11 novembre 1784 - 14 décembre 1788)                | Charles futur Charles VII               | fils                                      | 5 octobre 1759 désigné héritier            | 14 décembre 1788 son avènement                | 29 ans, 2 mois et 9 jours                                               |                                                                         | Charles VI (Charles III d'Espagne) (10 août 1759 - 14 décembre 1788)    |
|                                                                         | Ferdinand futur Ferdinand III           | fils                                      | 14 décembre 1788 avènement de son père     | 19 mars 1808 son avènement                    | 19 ans, 3 mois et 5 jours                                               | Charles son frère                                                       | Charles VII (Charles IV d'Espagne) (14 décembre 1788 - 19 mars 1808)    |
|                                                                         | Charles                                 | frère                                     | 19 mars 1808 avènement de son frère        | 6 mai 1808 abdication de Ferdinand VII        | 1 mois et 17 jours                                                      | François son frère                                                      | Ferdinand III (Ferdinand VII d'Espagne) (19 mars - 6 mai 1808)          |

#### Maison Bonaparte (1808-1813)
| Héritière | Héritière         | Parenté avec le monarque | Devient héritière                 | Cesse d'être héritière                    | Durée                    | 2e dans l'ordre de succession parenté avec l'héritier, dates | Nom du monarque dates de règne                                     |
| Portrait  | Nom               | Parenté avec le monarque | Devient héritière                 | Cesse d'être héritière                    | Durée                    | 2e dans l'ordre de succession parenté avec l'héritier, dates | Nom du monarque dates de règne                                     |
| --------- | ----------------- | ------------------------ | --------------------------------- | ----------------------------------------- | ------------------------ | ------------------------------------------------------------ | ------------------------------------------------------------------ |
|           | Zénaïde Bonaparte | fille                    | 6 juin 1808 avènement de son père | 11 décembre 1813 abdication de Joseph Ier | 5 ans, 6 mois et 5 jours | Charlotte Bonaparte sa sœur                                  | Joseph Ier (Joseph Ier d'Espagne) (6 juin 1808 - 11 décembre 1813) |

#### Maison capétienne de Bourbon-Anjou (1813-1833)
Par la Pragmatique Sanction du 29 mars 1830, Ferdinand III abolit la loi salique et restaure les femmes et leurs descendants dans la succession au trône.
| Héritier                                                      | Héritier                     | Parenté avec le monarque | Devient héritier                           | Cesse d'être héritier                                                 | Durée                      | 2e dans l'ordre de succession parenté avec l'héritier, dates | Nom du monarque dates de règne                                                 |
| Portrait                                                      | Nom                          | Parenté avec le monarque | Devient héritier                           | Cesse d'être héritier                                                 | Durée                      | 2e dans l'ordre de succession parenté avec l'héritier, dates | Nom du monarque dates de règne                                                 |
| ------------------------------------------------------------- | ---------------------------- | ------------------------ | ------------------------------------------ | --------------------------------------------------------------------- | -------------------------- | ------------------------------------------------------------ | ------------------------------------------------------------------------------ |
|                                                               | Charles                      | frère                    | 11 décembre 1813 restauration de son frère | 10 octobre 1830 naissance de sa nièce                                 | 16 ans, 9 mois et 29 jours | François son frère (11 décembre 1813 - 31 janvier 1818)      | Ferdinand III (Ferdinand VII d'Espagne) (11 décembre 1813 - 29 septembre 1833) |
| Charles son fils (31 janvier 1818 - 10 octobre 1830)          | Charles                      | frère                    | 11 décembre 1813 restauration de son frère | 10 octobre 1830 naissance de sa nièce                                 | 16 ans, 9 mois et 29 jours |                                                              | Ferdinand III (Ferdinand VII d'Espagne) (11 décembre 1813 - 29 septembre 1833) |
|                                                               | Isabelle future Isabelle Ire | fille                    | 10 octobre 1830 sa naissance               | 29 septembre 1833 son avènement                                       | 2 ans, 11 mois et 19 jours | Charles son oncle (10 octobre 1830 - 30 janvier 1832)        | Ferdinand III (Ferdinand VII d'Espagne) (11 décembre 1813 - 29 septembre 1833) |
| Louise-Fernande sa sœur (30 janvier 1832 - 29 septembre 1833) | Isabelle future Isabelle Ire | fille                    | 10 octobre 1830 sa naissance               | 29 septembre 1833 son avènement                                       | 2 ans, 11 mois et 19 jours |                                                              | Ferdinand III (Ferdinand VII d'Espagne) (11 décembre 1813 - 29 septembre 1833) |
|                                                               | Louise-Fernande              | sœur                     | 29 septembre 1833 avènement de sa sœur     | 30 novembre 1833 réduction de la Navarre en simple province espagnole | 2 mois et 1 jour           | Charles son oncle                                            | Isabelle Ire (Isabelle II d'Espagne) (29 septembre - 30 novembre 1833)         |

### Royaume unifié de Navarre (1134-1513)
1. 1 2 3 4  Règne de jure uxoris.
2. ↑  À la mort de Louis Ier le 5 juin 1316, son épouse Clémence de Hongrie est enceinte. Son frère cadet Philippe, comte de Poitiers, s'autoproclame régent du royaume de Navarre en l'attente de l'accouchement de la reine, pour déterminer la succession au trône. Clémence de Hongrie donne naissance le 15 novembre suivant à un fils, Jean, qui est immédiatement proclamé roi.
3. 1 2  Cumulant les inconvénients d'être mineure et de ne pouvoir défendre sa cause, d'être une fille et de pouvoir par mariage faire échoir le royaume de France en des mains étrangères, et de légitimité douteuse en raison de l'affaire de la tour de Nesle, Jeanne est évincée de la succession de son demi-frère Jean Ier par son oncle Philippe, comte de Poitiers, qui saisit l'occasion pour se faire proclamer roi de France et de Navarre et sacrer à Reims le 9 janvier 1317. À l'issue de cette cérémonie, le 2 février 1317, une assemblée de nobles, prélats et bourgeois français conclut au « principe de masculinité », plus tard formalisé sous le nom de loi salique, qui exclut les femmes de la succession au trône.
4. 1 2  S'appuyant sur le précédent instauré en 1316, Charles Ier monte sur les trônes de France et de Navarre en évinçant de la succession les filles de ses frères Louis et Philippe.
5. 1 2  À la mort de Charles Ier le 1er février 1328, son épouse Jeanne d'Évreux est enceinte. Le cousin du défunt roi, Philippe, comte de Valois, s'autoproclame régent du royaume de France en l'attente de l'accouchement de la reine, pour déterminer la succession au trône. Jeanne d'Évreux donne naissance le 1er avril suivant à une fille, Blanche. En vertu de la loi salique qui exclut les femmes de la succession au trône, le comte de Valois est immédiatement proclamé roi de France sous le nom de Philippe VI, car il est le plus proche parent mâle de Charles Ier. En revanche, il ne descend pas de Jeanne Ire de Navarre et n'a donc aucun droit sur le trône navarrais. Les Cortes de Navarre, qui se sont rassemblés à Puente La Reina le 13 mars 1328, remplacent le gouverneur français par deux seigneurs locaux et examinent les revendications des filles de Louis Ier, de Philippe II et de Charles Ier, avant d'envoyer des représentants auprès de la fille de Louis Ier pour lui demander de se rendre en Navarre et d'y prendre le contrôle du gouvernement, car la couronne lui appartient « par droit de succession et d'héritage ».
6. 1 2 3  À la mort de sa mère et en application de son testament, Charles de Viane est nommé lugarteniente (lieutenant ou gouverneur) du royaume et ne peut devenir roi qu'avec le consentement de son père, consentement que ce dernier lui refuse, ce qui va provoquer une décennie plus tard la guerre civile de Navarre.

### Royaume indépendant de Basse-Navarre (1513-1830)
1. 1 2  Règne de jure uxoris.
2. ↑  Polverel 1789, p. 282–3.
3. 1 2  Philippe, duc d'Anjou et fils cadet du « Grand Dauphin », acquiert le trône d'Espagne le 16 novembre 1700 à la mort du roi Charles II, après avoir été désigné comme son héritier dans son testament. Le choix de Charles II en faveur de Philippe s'est fait après la renonciation de son père et de son frère aîné Louis, duc de Bourgogne, — héritiers directs de Charles II en tant que descendants de sa sœur aînée Marie-Thérèse — à leurs droits à la couronne d'Espagne, afin que les trônes de France et d'Espagne ne soient pas occupés par la même personne, en l'occurrence le Grand Dauphin. Au mépris des accords précédents visant à régler la succession de Charles II, le Parlement de Paris décide de conserver le 1er février 1701 les droits à la couronne de France du nouveau roi Philippe V d'Espagne, précipitant la guerre de Succession d'Espagne. Après plusieurs années de guerre, les diplomates britanniques demandent comme condition préalable à la paix que Philippe V d'Espagne renonce à ses droits de succession au trône de France. Ce dernier obtempère le 7 novembre 1712 à Madrid, et sa renonciation pour lui et ses descendants au trône de France est confirmée par le traité d'Utrecht l'année suivante. Toutefois, cette dernière est tenue pour nulle et contraire aux lois fondamentales du royaume de France par Philippe V d'Espagne qui, après la mort de son grand-père Louis XIV en 1715, fait valoir à plusieurs reprises ses droits d'héritier présomptif de son neveu Louis XV.
4. ↑  Le titre de roi de France et de Navarre est aboli le 9 novembre 1789 par décret de l'Assemblée nationale constituante.
5. ↑  Polverel 1789, p. 332–9.
6. ↑  L'héritière authentique du trône de Navarre au moment de la Première Restauration est Marie-Thérèse, la fille de Louis XVI. Cependant, bien que la Navarre ait été incorporée dans le département des Basses-Pyrénées en 1790, Louis XVIII est proclamé roi de France et de Navarre, en dépit des droits de sa nièce. Toutefois, celle-ci ne choisit pas de presser ses revendications au trône de Navarre, puisque le second dans l'ordre de succession est son époux Louis-Antoine, duc d'Angoulême.

### Royaume espagnol de Haute-Navarre (1513-1833)
1. ↑  Le contrat du mariage de Marie-Thérèse avec Louis XIV, célébré le 9 juin 1660, stipule qu'elle doit renoncer perpétuellement pour elle et ses descendants au trône. Toutefois, la validité de la renonciation de Marie-Thérèse à ses droits au trône est conditionnée au paiement de sa dot, mais celle-ci ne sera jamais intégralement payée.
2. ↑  À la mort de Louis II le 31 août 1724, son frère cadet Ferdinand, âgé de seulement dix ans, est jugé trop jeune pour monter sur le trône. Philippe VII est finalement persuadé par son épouse Élisabeth Farnèse de reprendre le trône le 6 septembre suivant, tandis que Ferdinand est reconnu héritier du trône par les Cortes.
3. ↑  En raison de sa santé mentale déficiente, Philippe-Antoine est rapidement exclu de la succession au trône, après qu'un conseil de médecins ait déterminé son incapacité à régner.